# Hector de Saint-Denys Garneau
Pour les articles homonymes, voir Garneau.
Hector de Saint-Denys Garneau (Montréal, 13 juin 1912 - Sainte-Catherine-de-la-Jacques-Cartier, 24 octobre 1943) est un poète, écrivain, épistolier et essayiste canadien précurseur de la renaissance littéraire au Québec. Il est principalement reconnu pour son travail littéraire – notamment, pour l’unique livre publié de son vivant, intitulé Regards et Jeux dans l'espace, paru en 1937 – mais il a aussi été peintre. La presque totalité de ses écrits sont publiés, sans coupure (soit environ 2600 pages), qu'entre 1971 et 2020.

## Biographie

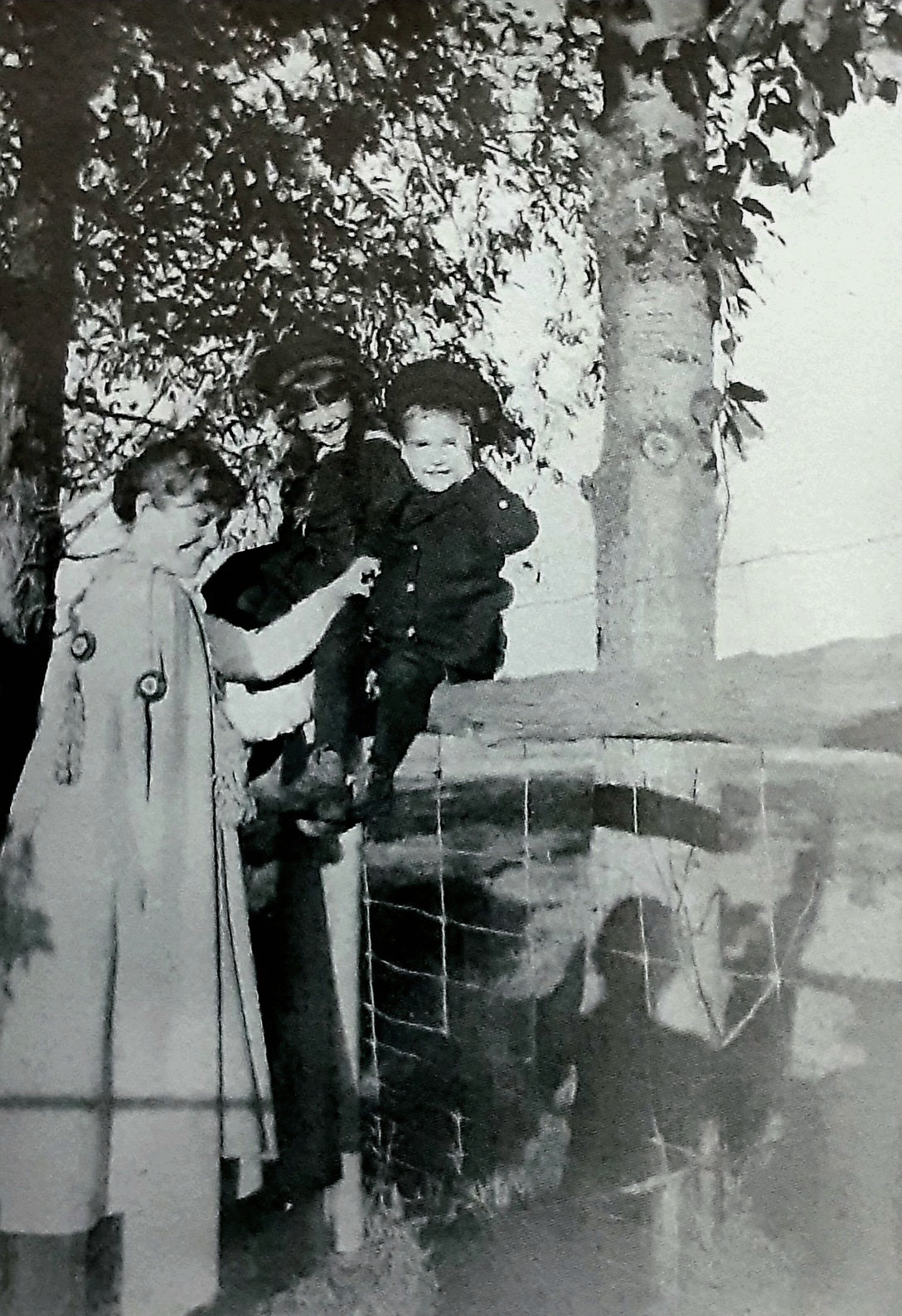
Hermine, Pauline et de Saint-Denys Garneau, été 1916

Né à Montréal, de Saint-Denys Garneau est issu d'une famille aisée et d'une lignée d'intellectuels,. Fils de Paul Garneau et d'Hermine Prévost, il est également l'arrière-petit-fils de l'historien François-Xavier Garneau, le petit-fils du poète Alfred Garneau, le neveu de l'historien Hector Garneau et le cousin de l'écrivaine Anne Hébert. Il passe une partie de sa vie à Sainte-Catherine-de-la-Jacques-Cartier, au manoir Juchereau-Duchesnay.

### Enfance

#### Sainte-Catherine

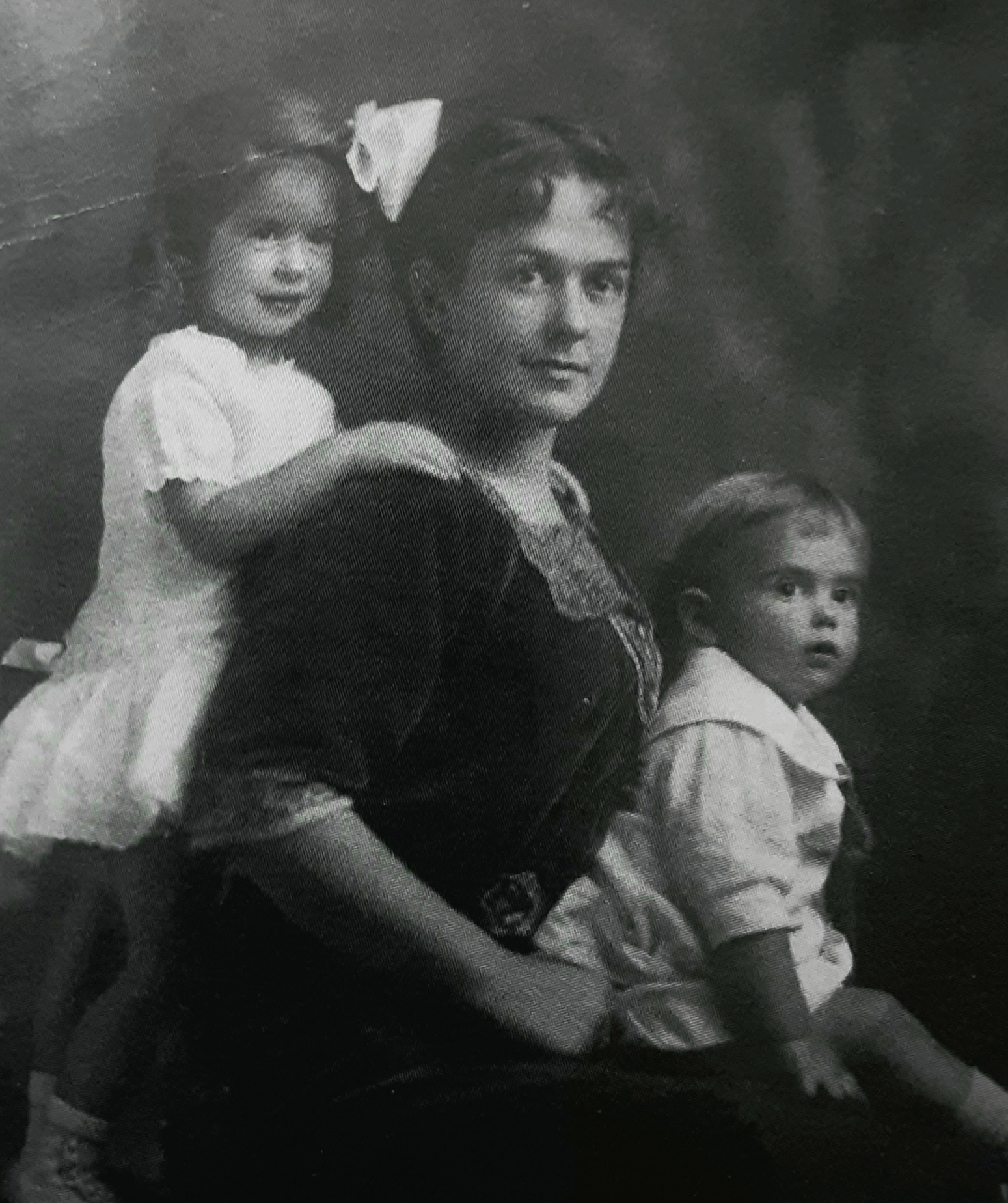
Pauline, Hermine et de Saint-Denys en 1915 (Collection Denyse Garneau Beauchamp)

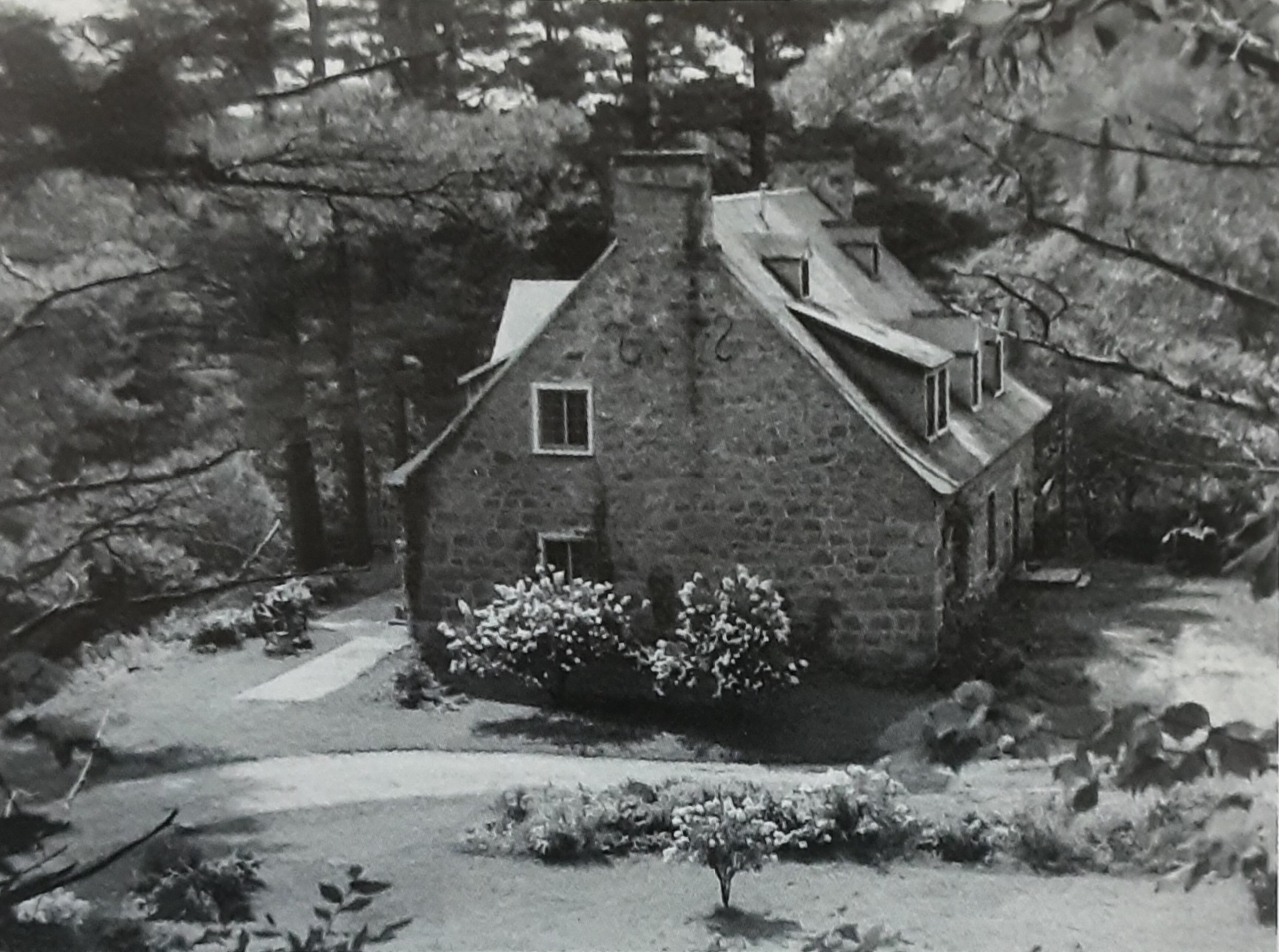
Le manoir Juchereau-Duchesnay à Sainte-Catherine au début des années 1940, photo de De Saint-Denys Garneau. (Fonds Georges Beullac)

Durant toute son enfance, de Saint-Denys Garneau vit à Sainte-Catherine des jours parfaitement heureux, sans histoire. Il savoure l’extraordinaire liberté que permet la vie de campagne sans avoir à subir la moindre contrainte scolaire puisqu’il n’entrera à l’école qu’à l’âge de dix ans. Le manoir est son unique monde, son horizon, son pays. Il y apprend à vivre près de la nature et en dehors de toute société autre que la famille, à l’écart du village comme de la ville. Son imagination est libre de se projeter dans toutes les directions tant son existence y échappe aux servitudes et aux obligations de la vie quotidienne. Bien sûr, c’est le propre de l’enfance d’habiter le 'paradis des libertés'. Mais l’insularité du manoir est bien réelle : c’est un monde à part, où la cellule familiale s’épanouit à l’aise, en toute sécurité et, au milieu d’un décor idyllique.

#### Le coin du poète
Il y a dans ce manoir ancien un romantisme auquel le jeune de Saint-Denys sera particulièrement sensible. Comment ne pas trouver pittoresque et 'poétique' le moulin banal qui tombe en ruine ? Dès 1927, à l’âge de quinze ans, Garneau s’en inspirera pour créer deux tableaux à l’huile et, peu après, un poème, « la première pièce que j’ai écrite qui peut s’appeler poésie », confiera-t-il dans une lettre à Françoise Charest en 1928. Le poème sera publié dans La Revue scientifique et artistique (no 5 mai 1928) sous le titre « Le Coin du poète ». Inutilisé, le moulin ne fonctionne plus ; de même 'La chaufferie', située juste à côté n’est plus bonne à rien. 

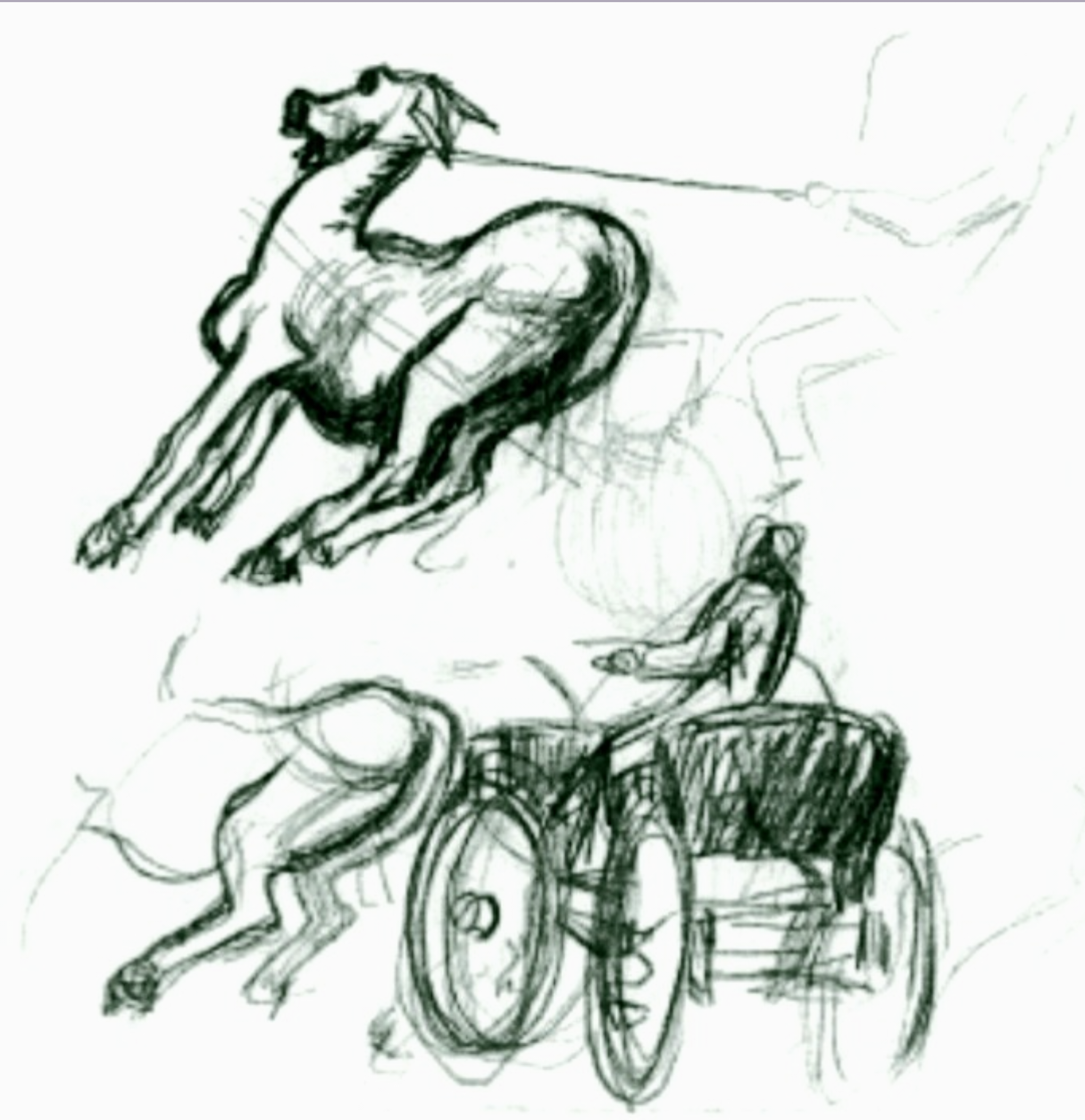
De Saint-Denys Garneau [Détail d’une études].. Collection Giselle Huot (Anciennement coll. Benoît Lacroix.)

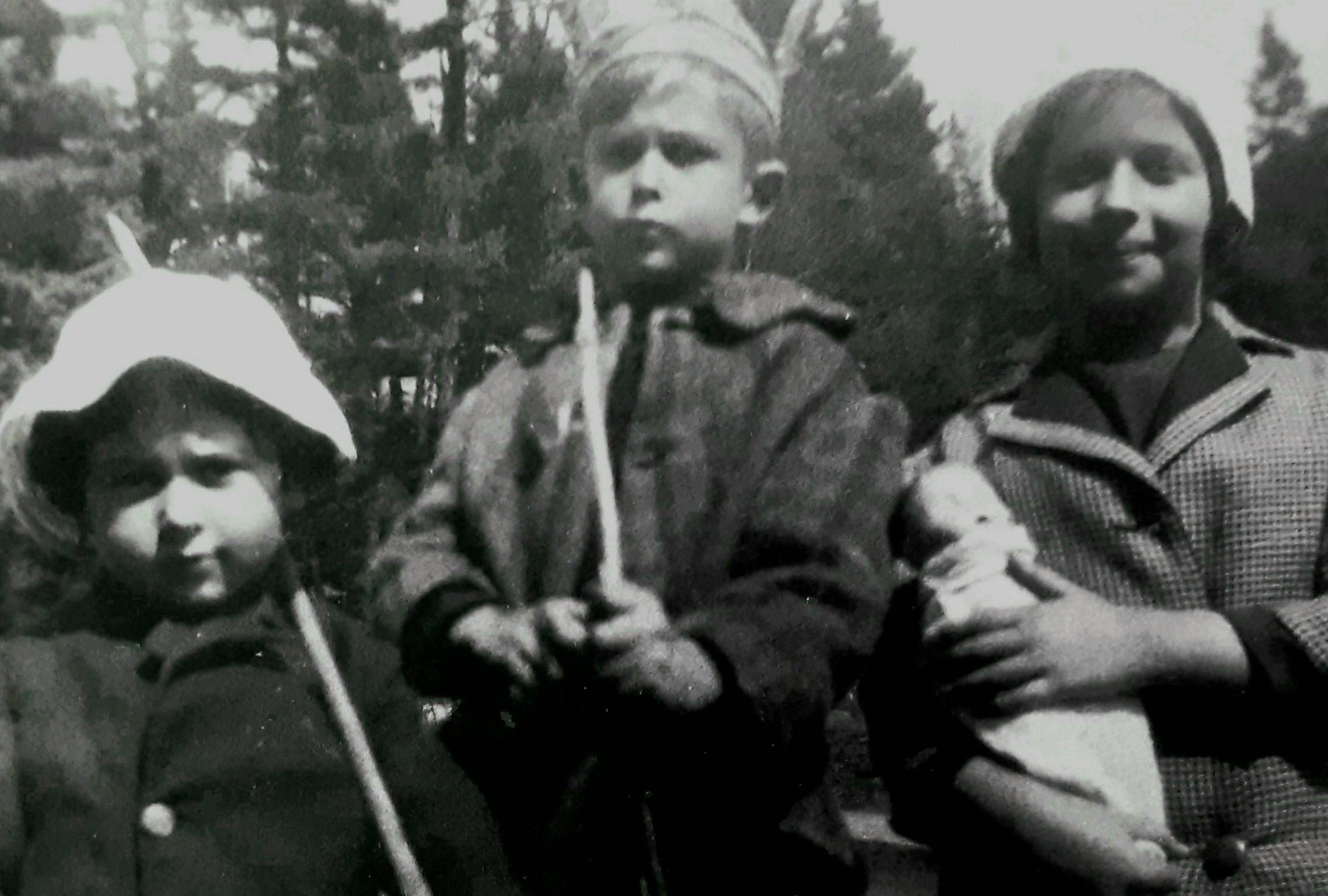
Paulo, de Saint-Denys et Pauline Garneau (Collection Denyse Garneau Beauchamp)

Ces bâtiments « appartiennent à une ère révolue, celle d’une petite industrie artisanale contrôlée par le seigneur. » On produisait de la farine, on exploitait la forêt, on élevait quelques animaux... Garneau évoquera ce monde en train de finir dans un deuxième poème, inspiré de la mort du moulin : « Oui, sans doute, tout meurt ; ce monde est un grand rêve. » L’écrivain s’identifie d’avantage aux alentours : « C’est dans ce pays charmant, parmi ces paysages poétiques que s’est formée mon âme, c’est là qu’elle a conçu ses aspirations artistiques, qui dirigent ma volonté plus que toute autre chose,. »

#### Tout nous oublie
À aucun moment de Saint-Denys ne cherchera à savoir qui étaient ses ancêtres enterrés dans le minuscule cimetière du village et dont ils sont en quelque sorte les propriétaires éternels. L’appartenance à une lignée de seigneurs, comme le soulignera son frère Jean, dans ses mémoires inédits, n’a jamais beaucoup ému le fils aîné d’Hermine : « de Saint-Denys ne fait même pas mention du fait qu’il s’agissait du lot seigneurial ». L’histoire de sa famille n’intéressera guère cet écrivain. Face au cimetière, devant le 'beau Christ en bronze' qui tend ses bras vers le ciel, l’adolescent aura cette réflexion mature : « Oui, c’est bien là que l’on oublie tout ; et c’est là aussi que tout nous oublie... »

#### Le roman familial
Le prénom même de ce fils aîné, « de Saint-Denys », vient pourtant de l’ancêtre Nicolas Juchereau, dont le patronyme « de Saint-Denys » est évoqué dès 1670 dans les Relations des Jésuites. Son fils Ignace (1658-1715) ajoutera à son nom celui de Duchesnay, et la lignée des Juchereau Duchesnay se répandra par la suite dans plusieurs régions du Québec.

#### Seigneurie de Fossambault
L’un des petits-fils de Nicolas Juchereau de Saint-Denys, Antoine Juchereau Duchesnay (1704-1772), fils d’Ignace, hérite en 1715 de la seigneurie de Fossambault, qui ira ensuite à son petit-fils Michel-Louis Juchereau Duchesnay (1785-1838), gendre de Charles de Salaberry et héros comme lui de la célèbre bataille de 1813 à Châteauguay. Michel est décrit comme appartenant à l’une des plus riches familles de l’aristocratie seigneuriale de la région de Québec. C’est lui qui développe la seigneurie de Fossambault, notamment grâce à l’arrivée d’immigrants, principalement des fermiers venus d’Irlande avant la grande famine du milieu du xixe siècle. Le nombre d’immigrés irlandais est si élevé que le village prendra en 1821 le nom de « mission Saint-Patrice » (St. Patrick’s Settlement) avant d’être rebaptisé Sainte-Catherine-de-Fossambault en 1824, du nom de la seigneurie. Ce n’est pas un hasard si la croix de la famille Juchereau Duchesnay domine tout le cimetière de Sainte-Catherine: le 20 avril 1833, Michel-Louis a cédé à la fabrique le lopin de terre qui sert de cimetière catholique.

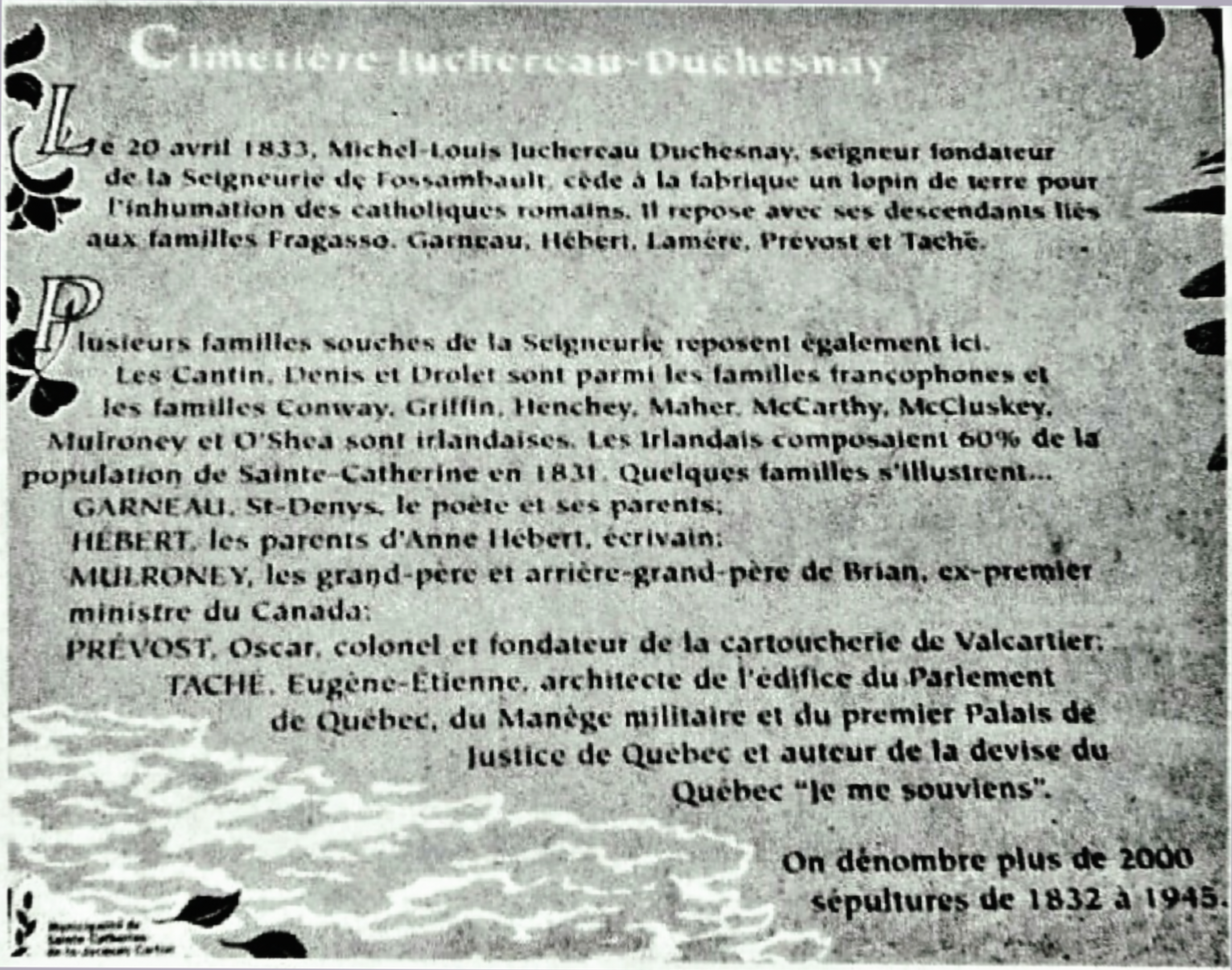
Plaque à l’entrée du cimetière Juchereau-Duchesnay

Antoine Duchesnay, personnage public qui compte parmi l’élite politique canadienne du xixe siècle — et dont le portrait orne un mur de la salle à manger du manoir —, sera élu député de Portneuf sous l’Union en 1848 jusqu’à la dissolution de la Chambre en 1851. Il est appelé au Sénat fédéral en 1867 comme membre du Parti conservateur, jusqu’à sa démission en 1871. À sa mort il est propriétaire notamment de la seigneurie de Fossambault. Son corps est inhumé sous le banc seigneurial dans l’église de Sainte-Catherine-de-Fossambault. Toute trace de ce qu’on nommait bâtardise sera alors effacée et les enfants du sénateur n’auront pas à payer le prix de leur "naissance illégitime".

#### «de Saint-Denys»
Aux yeux du biographe Michel Biron il ne saurait y avoir de doute sur le prénom qu’il convient de donner à Garneau : ce ne peut être que « de Saint-Denys » et non pas « Saint-Denys » ni « "Hector" de Saint-Denys ». Le prénom Hector, attribué sur l’acte de baptême en l’honneur d’Hector Prévost, l’oncle d’Hermine, n’est jamais utilisé.

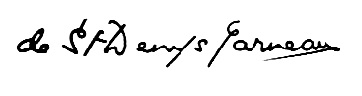
Signature habituelle de Garneau

 Plus qu’une coquetterie, le prénom « de Saint-Denys » révèle le statut particulier de l’écrivain au sein de sa famille : s’il le rattache aux autres de Saint-Denys de la lignée Juchereau Duchesnay, il le sépare de ses deux frères aux prénoms ordinaires, Paul et Jean. Surtout ce prénom le distingue bien malgré lui des garçons de sa génération, voire du reste de la société canadienne-française de l’époque. Son prénom prêtait parfois à rire, comme en témoignent les voisins Beaumont, qui surnommeront de façon moqueuse le poète « Sans-Génie-Garneau ». Autre indice du fardeau d’un tel prénom : en dehors de la famille immédiate et des ami(e)s de Garneau, on ne saura jamais —  et encore aujourd'hui — comment l’épeler : tantôt avec un trait d’union, tantôt sans, tantôt avec un « de », tantôt sans, tantôt avec un y, tantôt avec un i.

« Hector de Saint-Denys Garneau, ou plutôt presque toujours de Saint-Denys Garneau, ainsi se présente-t-il lui-même. Pour sa famille, pour ses amis, pour ses confrères de collège [...] il était et est toujours : de Saint-Denys Garneau. De Saint-Denys Garneau signe toutes ses œuvres publiés de St-Denys (De St-Denys) ou encore de Saint-Denys Garneau. [...] L'habitude de le nommer "Saint-Denys" Garneau (une erreur posthume) est conséquence de la signature que porte Regards et Jeux dans l'espace, [...] or Garneau n'avait pas apposée celle-ci : c'est le frère Luc Lacroix qui s'en était autorisé [...] »

— Giselle Huot

#### Le monde disparu

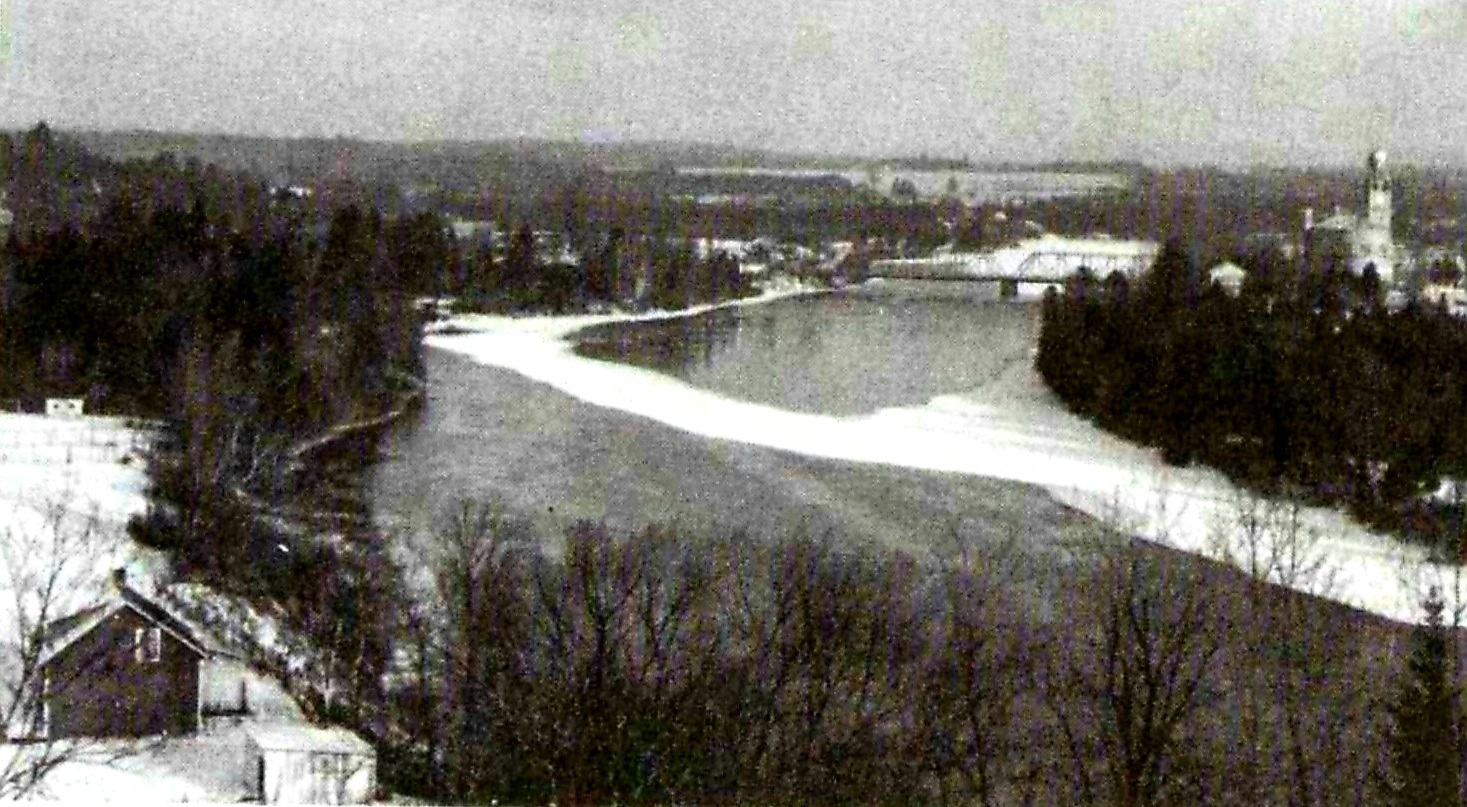
Sainte-Catherine de Fossambault telle que l'a connue de Saint-Denys Garneau (Collection Jean Garneau)

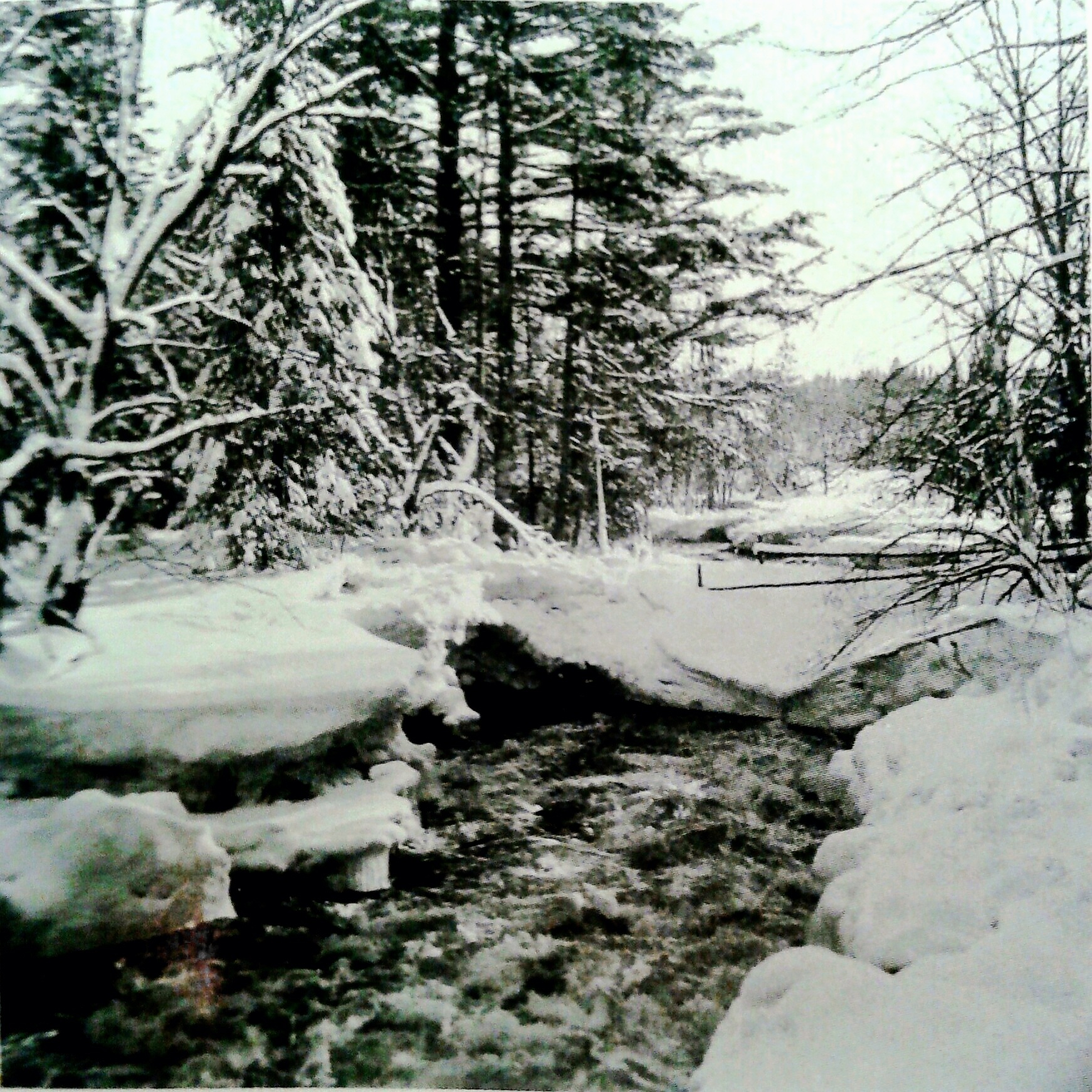
Photo de De Saint-Denys Garneau 1942

Au demeurant le récit généalogique est à peu près absent des différentes versions de l’autobiographie que Garneau entreprendra de faire au début de son Journal en 1927, puis en 1929. On n’y trouve qu’une brève référence au passé familial : « J’avais trois ans et ma sœur quatre lorsque nous allâmes vivre à la campagne, au vieux manoir de Fossambault, qui avait été bâti par le seigneur Juchereau Duchesnay, grand-père de maman, de l’une des plus anciennes familles canadiennes-françaises. » Pour le reste, tous ses mémoires décrivent le manoir et ses alentours, la rivière, les montagnes, le chemin du village, telle habitation, tel paysan. 
.

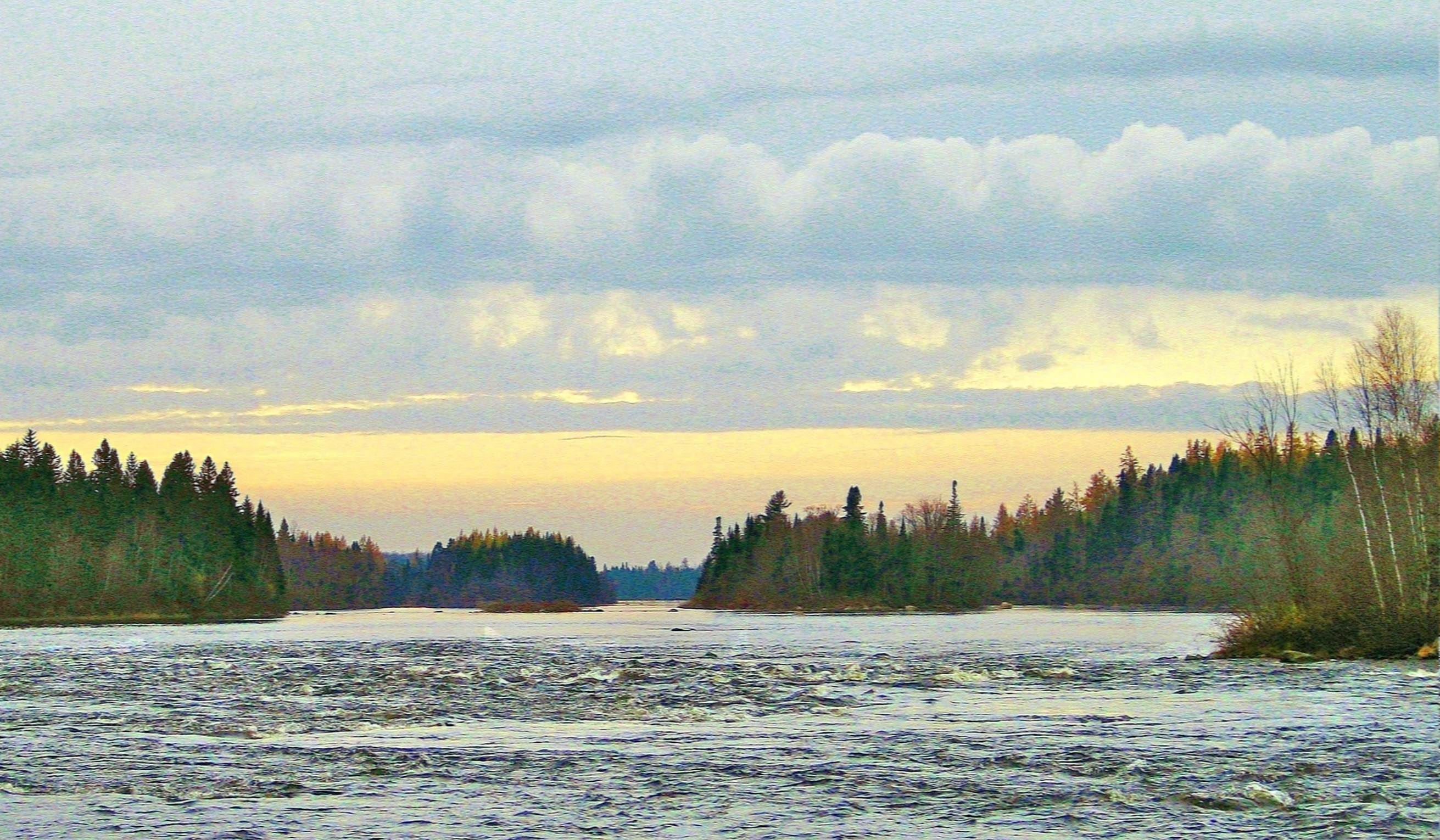
L’« Île d’Ithaque » aujourd'hui (24 octobre 2020.)

Garneau évitera de raconter la vie de ses ancêtres dont les noms flottent autour de lui comme autant de symboles d’'un monde disparu'.

#### Voilà les prédictions!
De Saint-Denys Garneau évoque ainsi le souvenir de sa première peinture comme le début d’une vocation : « J’avais sept ans. Dans le grand salon du manoir, tout était calme. Mon oncle sur son éternelle chaise berceuse fumait son éternelle pipe en lisant quelque livre d’histoire, sans doute, selon son habitude. Le vieux gros chien jaune ronflait béatement, étendu devant l’âtre où craquait un bon feu qui faisait tout danser dans la chambre. Et moi, je m’étais, sans déranger personne, assis près de la fenêtre et je peignais, enthousiaste que j’étais d’un si beau soir d’hiver. Sans doute, on me félicita, une fois mon œuvre finie, et l’on était enchanté. On me prédit même que j’aurais du talent. Voilà les prédictions ! À sept ans j’avais beaucoup de talent, et à douze je me rendis compte que j’aurais peut-être des dispositions et qu’en travaillant, j’aurais du talent, un peu. »

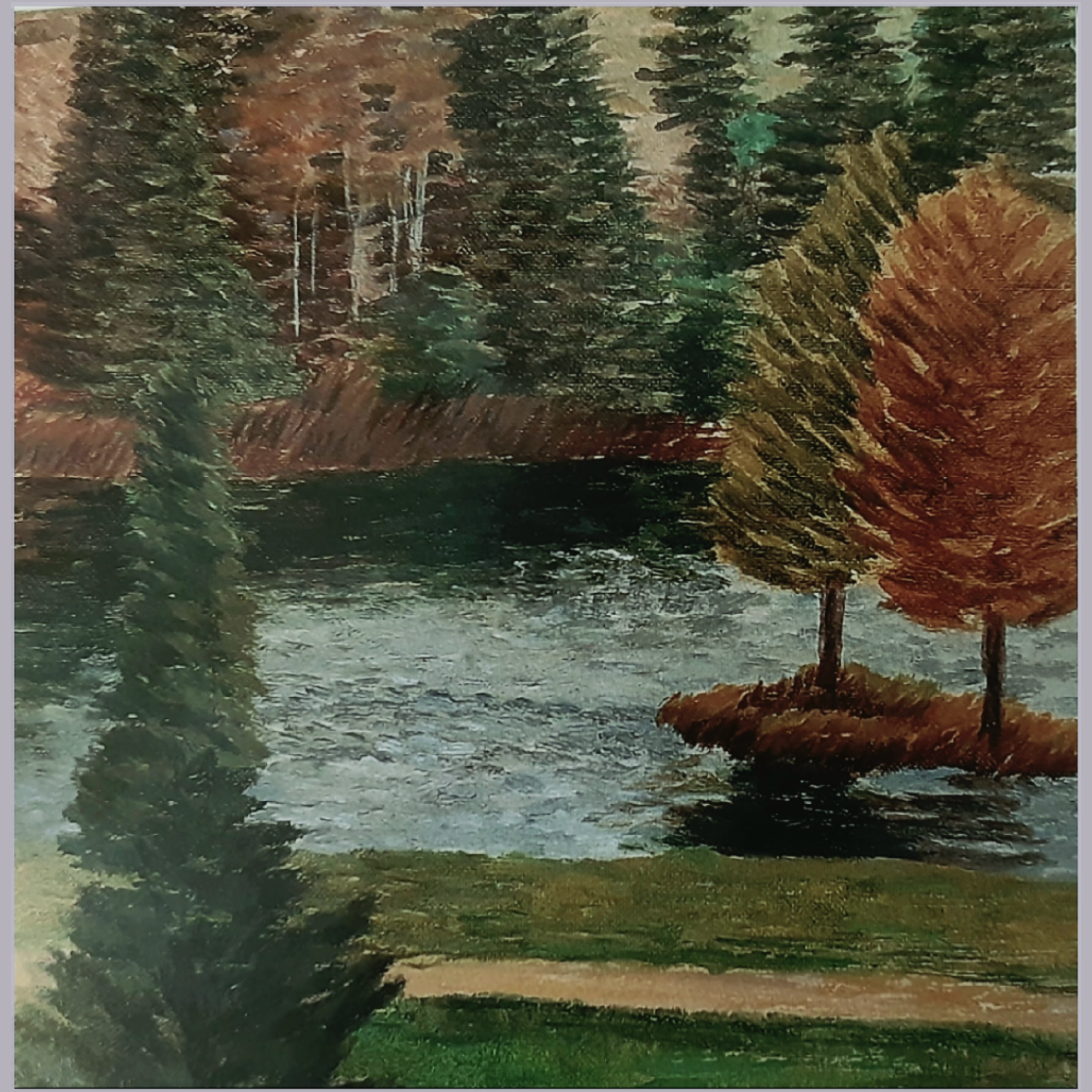
De Saint-Denys Garneau, Sans titre [L’île aux deux arbres] détail : huile sur toile, (Collection privée)

#### Naissance à l’art
Garneau n’est pas seul à croire qu’il a du talent : on le lui dit très tôt et on le lui répétera pendant toute sa jeunesse. Aucun obstacle ne s’élève devant lui ; au contraire, il ne rencontre sur son chemin que les encouragements affectueux de sa mère, de son oncle Saint-Denys, de ses autres parents qui forment longtemps à ses yeux toute la société, puisqu’il ne va toujours pas à l’école. Parler de sa naissance à l’art c’est d’une certaine façon prolonger le culte de la singularité. Rares sont les écrivains, au Canada français, pouvant compter sur une telle disposition aristocratique pour les choses de l’esprit. Cela explique en grande partie que la littérature, réputée inutile dans bien des familles bourgeoises, soit si spontanément valorisée dans l’entourage immédiat de Garneau. On est loin de la « société d’épiciers » décriée par le poète Octave Crémazie au xixe siècle : chez Garneau – et ce sera tout aussi vrai chez sa cousine éloignée Anne Hébert –, la poésie est honorable.

#### L’humour de Garneau
Par son sang et par son nom, sa famille a acquis le privilège de vivre un peu en dehors du monde, dans un environnement exceptionnel qui tient presque du jardin d’Éden. Face à cette fiction, il ne se révoltera jamais, mais il emploiera son arme de prédilection pour mettre à distance tout conflit potentiel : l’humour. Selon plusieurs témoignages, Garneau parlait presque toujours de son ascendance en la tournant en dérision, parfois même en s’amusant aux dépens d’autrui.

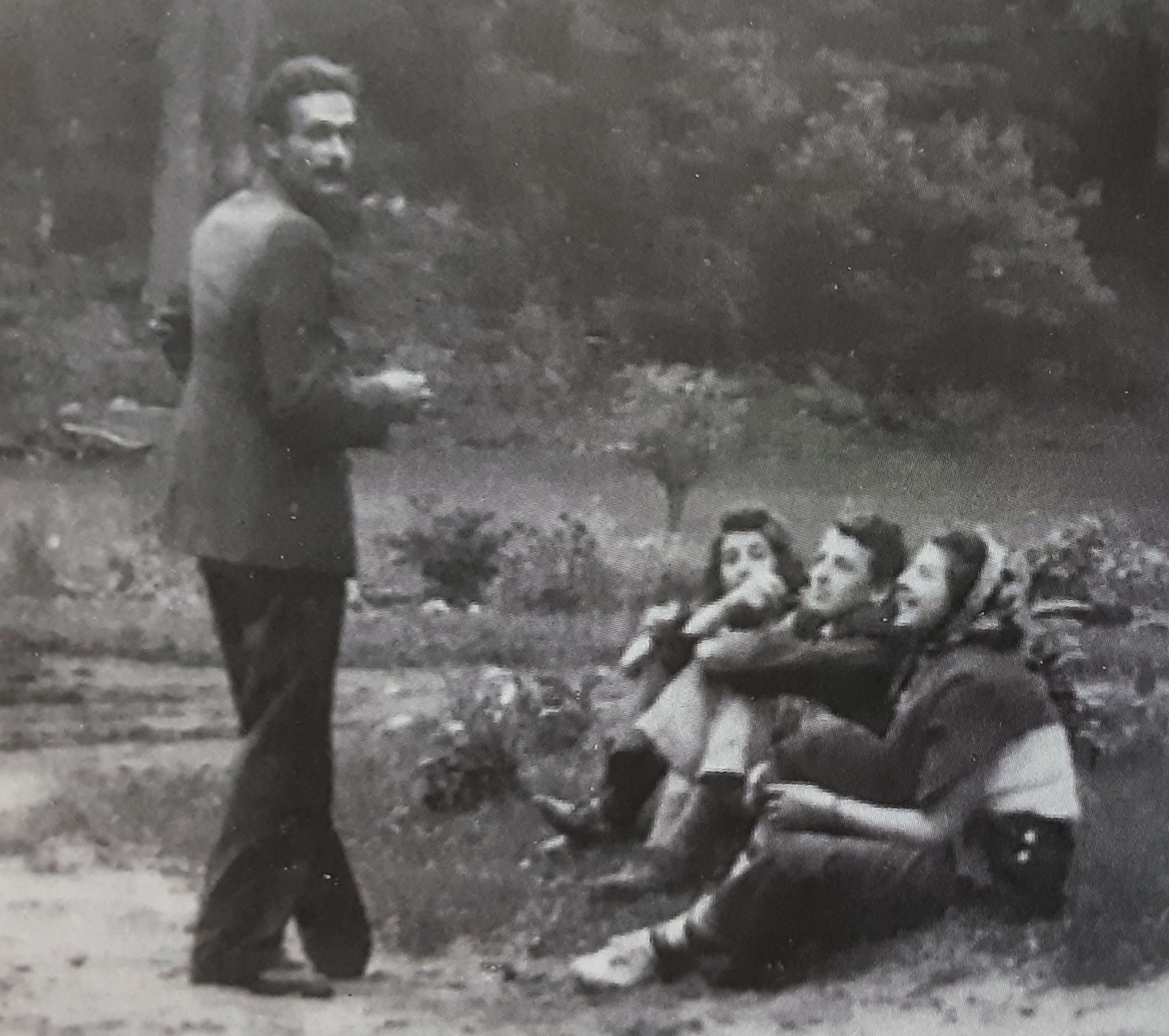
Le « comédien » de Saint-Denys avec Andrée, Raymond et Marcelle Gourdeau, à l’été 1938 (Collection Denyse Garneau Beauchamp)

Deux anecdotes rapportées par son ami Louis Rochette illustrent sa manière de jouer avec l’imagerie familiale. En 1938, en visite chez les Gourdeau, qui étaient encore officiellement des censitaires, Garneau réclamera à la blague la rente seigneuriale à une des filles du cultivateur : « Mais voyons, tu ne sais pas que c’est aujourd’hui que le paiement de votre rente seigneuriale est échu ? Le non-paiement de la rente seigneuriale donne au seigneur, ma mère, recours en loi contre vous. Ça peut aller jusqu’à la saisie du terrain visé par cette rente avec tout immeuble y dessus érigé ! » La jeune femme, mal à l’aise, ne saura comment réagir jusqu’à ce que Garneau pouffe de rire. Autre signe du statut des Garneau : ils auront droit à une ligne téléphonique particulière avec un seul abonné. Leur numéro sera le 2. Louis Rochette demandera un jour à Garneau (1940) comment sa famille avait pu accepter de ne pas avoir le numéro 1. Garneau lui répondra sur un ton ironique : « Voyons, Louis, tu devrais savoir que le numéro 1 appartient d’office au curé ! »

### La vie de collège
La famille s'installe à Westmount, à Montréal, en 1923. Il poursuit ses études classiques dans différentes institutions montréalaises (Collège Sainte-Marie, Collège Loyola et Collège Jean-de-Brébeuf). Pendant trois ans, il fréquente l'École des Beaux-Arts de Montréal pour se former à la peinture (1924-1927), où il côtoie  Jean Palardy, Jori Smith, Paul-Émile Borduas et Jean Paul Lemieux. Il retrouve les trois derniers à l’atelier d’Edwin Holgate, où il s’exerce à l’art du nu (1932). Il se lie plus tard avec d’autres peintres dont Louis Muhlstock (1935) et John Lyman (1939) et des critiques d’art.

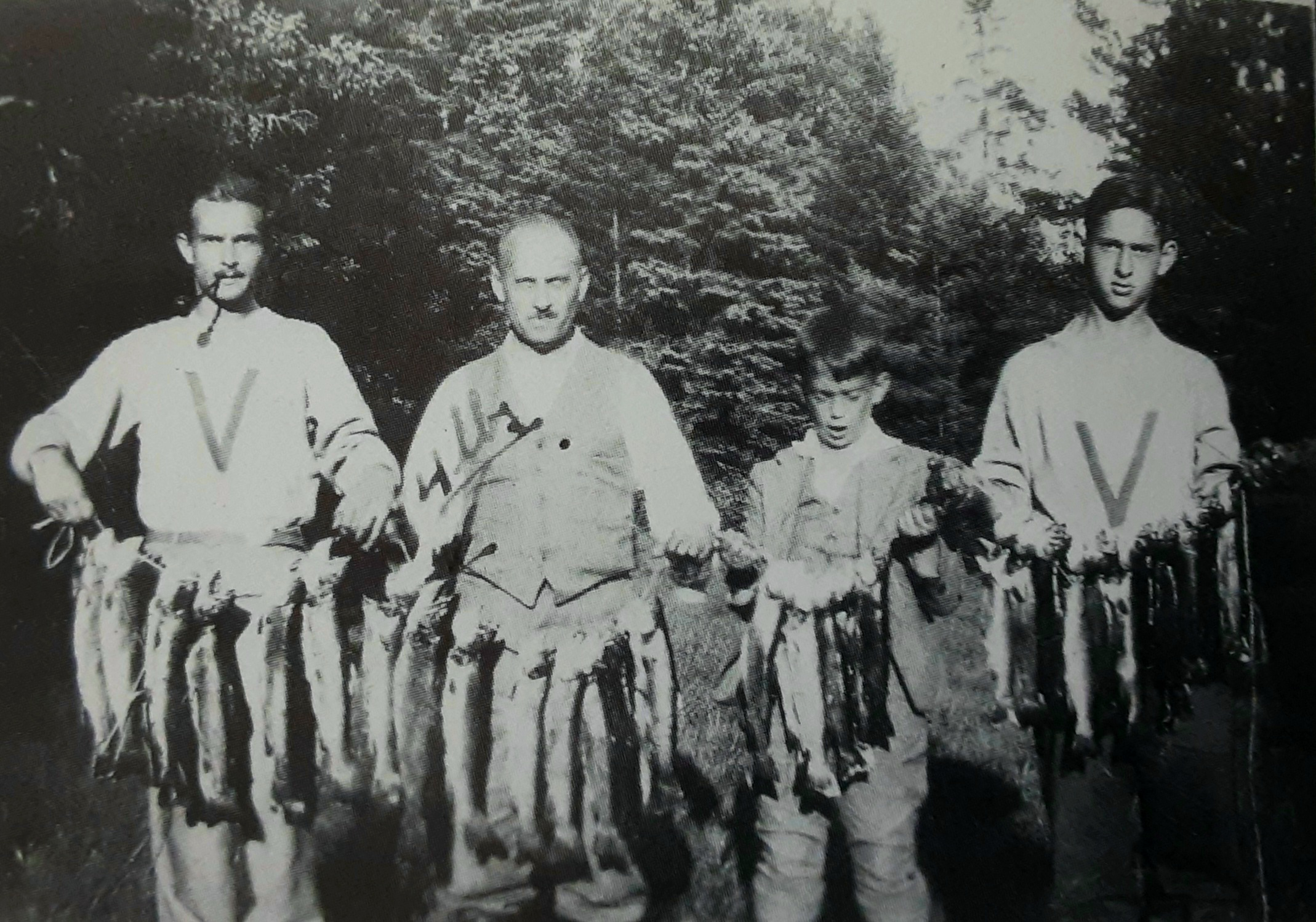
De Saint-Denys, Paul, Jean et Paulo Garneau en 1933

De Saint-Denys Garneau remporte un premier prix littéraire à l'âge de quatorze ans pour son poème Le Dinosaure. C'est en 1927 qu'il commence la rédaction de son Journal, qui s'étendra au moins jusqu'en 1939. 

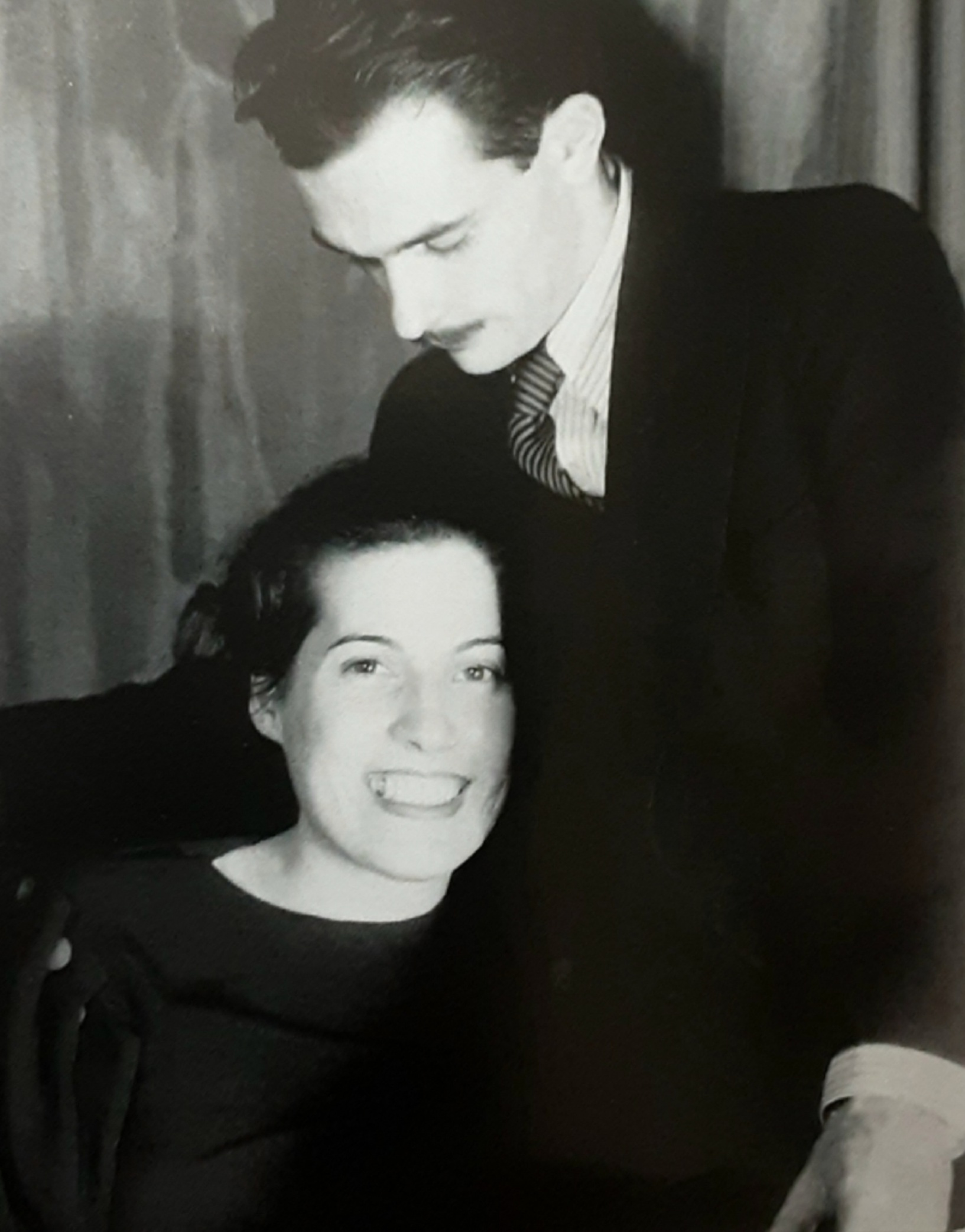
Gertrude Hodge et De Saint-Denys Garneau

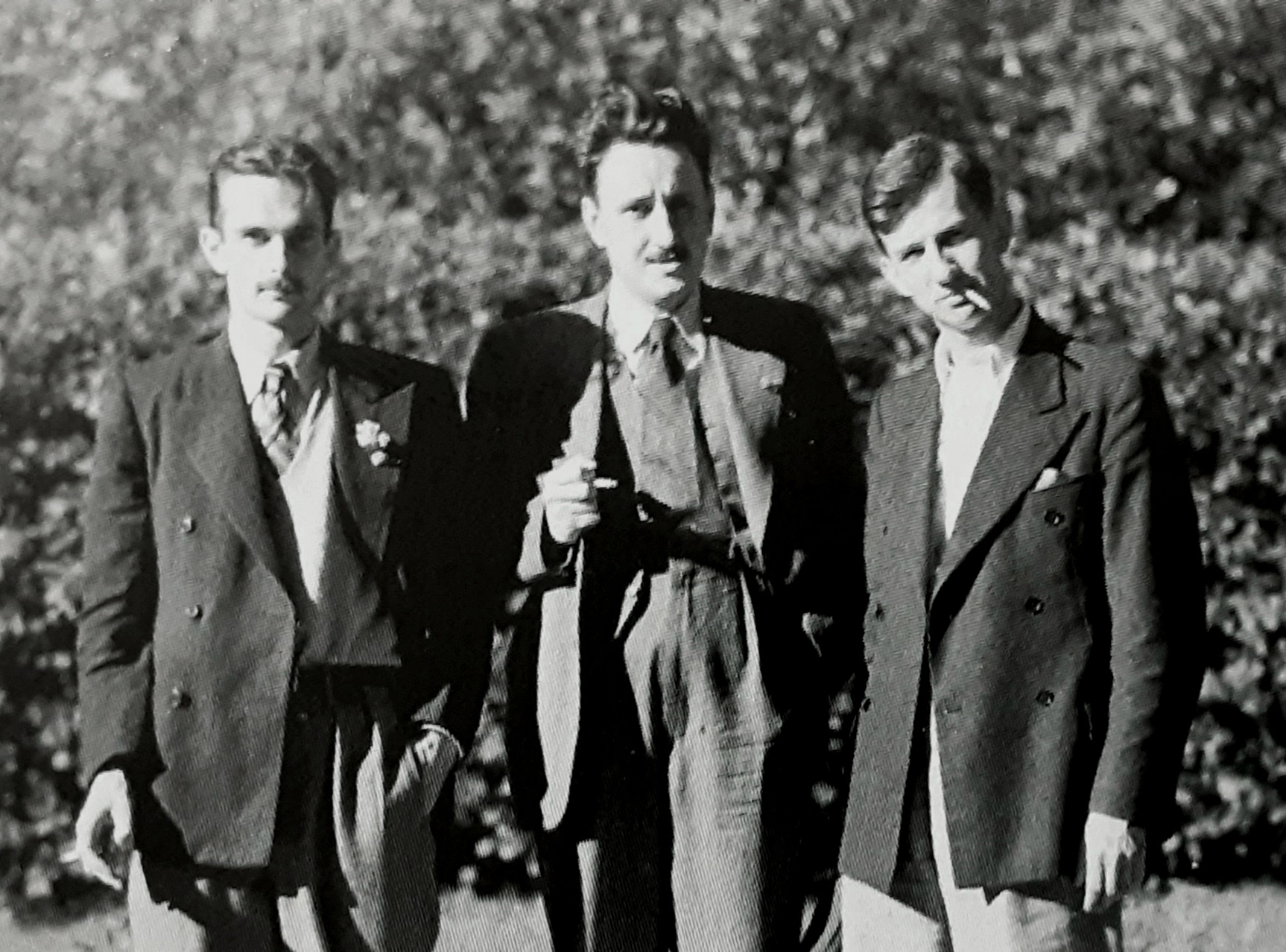
De Saint-Denys Garneau, Jean Le Moyne et Robert Élie

En 1934, il participe à la fondation de la revue La Relève avec Jean Le Moyne et Robert Élie,, en plus de ces derniers, il correspond également avec ses amis Claude Hurtubise, Gertrude Hodge, Georges Beullac, Maurice Hébert et sa fille, l'écrivaine Anne Hébert,. Il publie régulièrement des poèmes et articles dans différentes revues, La Revue scientifique et artistique, La Relève, Vivre, Les Idées, Le Canada, L'Action nationale, La Renaissance et Nous, puis à compte d’auteur un livre intitulé Regards et Jeux dans l'espace, le seul livre paru de son vivant.

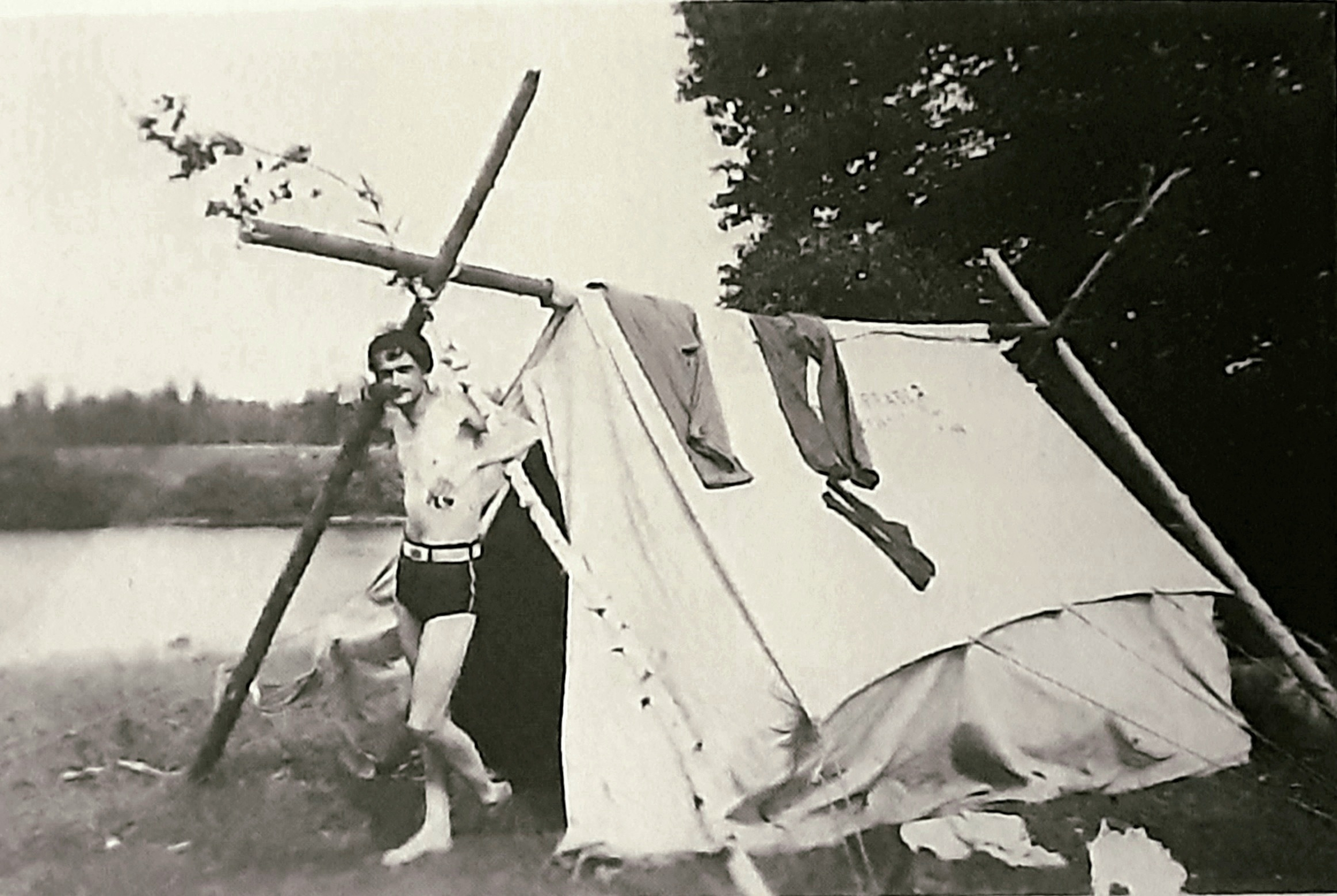
Garneau, l'été avant sa mort, sur son « Île d’Ithaque ».

Il meurt en 1943 à l'âge de 31 ans, à Sainte-Catherine-de-la-Jacques-Cartier, près de Québec. Son décès est causé par une crise cardiaque survenue le 24 octobre à la nuit tombante, à la suite d'un effort intense, une remontée de la rivière Jacques-Cartier à contre-courant avec un canot lesté d’une tente,,.

## Œuvres

### Regards et Jeux dans l'espace
Regards et Jeux dans l'espace paraît en mars 1937, et aurait reçu un accueil plutôt froid de la critique, ce qui (aimons nous croire,) aurait ensuite bouleversé profondément l'auteur,. En réalité, « contrairement à ce qu'on a pu dire, Garneau ne se laisse pas "abattre" » par la réception critique, qui lui était d'ailleurs largement favorable : Ici, ce qui est à craindre, c'est le silence écrit-il. Aussi, un mois après la parution, « il entreprend même, ce qui est tout à fait surprenant de sa part, une « campagne » publicitaire afin de faire connaître son livre et même alors, Garneau n’entrevoit aucune difficulté particulière du côté de la réception critique »,,.

De Saint-Denys Garneau a construit le livre selon un plan très minutieux : la disposition des titres et des sections n’y déterminent aucunement la disposition des poèmes. En outre, on doit constamment sortir du texte et de sa compréhension et sauter à la table des matières pour connaître les titres, les numéros ou l'ordre des poèmes, puisque dans le texte certains sont titrés, d'autres pas. Ces choix ne sont pas arbitraires, la table des matières de l'édition originale ayant été méticuleusement préparée par de Saint-Denys Garneau,,.
Regards et Jeux dans l'espace est composé de vingt-huit poèmes et divisé en sept sections, unifiées, lorsqu'on ajoute « Accompagnement », non numéroté, à la fin de la septième section, intitulé « Sans Titre ». Aussi « Regards et Jeux dans l'espace n'est jamais présenté par Garneau comme un "recueil" mais bien comme un livre unifié. ». Et Romain Légaré, d'indiquer que ce « livre est soutenu telle une nécessité vitale par une loi indéfectible; celle de l’unité des contraires »,.

« La faction solitaire de de Saint-Denys Garneau est sans doute la seule façon de se tenir droit entre le ciel et la terre, la seule façon de supporter le poids du temps, d'être ce chemin que nous sommes entre le début de la fin. »

— Yvon Rivard, 1996

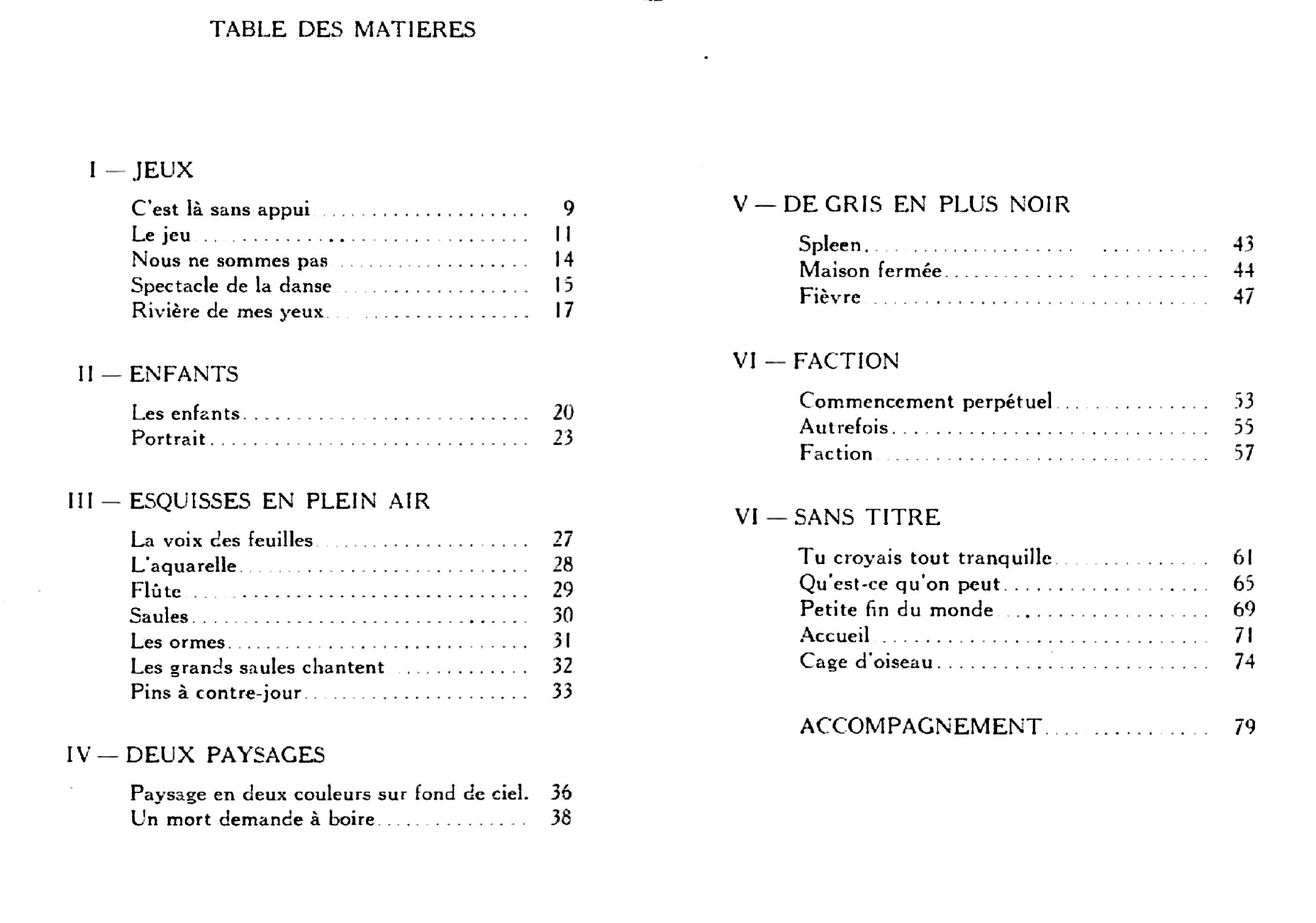

On a longtemps confondu le « je » des différents locuteurs (vivants, objets et 'autres') dans ce livre avec celui, plus effacé, du poète lui-même,,. Les poèmes sont toutefois mystère suffisant. Concernant la forme inédite de cette poésie, François Hébert écrit : « Dans un discours tout ce qu’il y a de plus dépouillé, de plus simple en surface, mais aux registres extrêmement variés, pour peu qu’on y prête l'oreille, Garneau a incrusté mille et une surprises [...]: rimes ou assonances et renvois inattendus ('chaise', double contraction phonétique et sémantique d’un 'malaise' et d'une 'chose'), syntaxe heurtée ('vivre et l’art'), gambades phonétiques (de 'je' à 'jeu', de 'moi' à 'joie' en passant par 'pas'), brisures et bonds sémantiques (du 'corps' à 'l'âme', de 'soi' au 'monde'). [...] Le vers est le plus souvent impair. Et irrégulier, fantasque même, [...] avec ses écarts, ses variations, ses arabesques. [...] Bizarrement disposés sur la page (en escalier, irrégulièrement espacés), les vers abondent en rimes imprévues, en allitérations astucieuses, placées comme au hasard [...],,. » Alain Grandbois en résume l’essentiel : « La poésie de Garneau [...] me semble fournir l'expression la plus parfaite de la plus étonnante liberté. Elle dénoue les chaînes, s’évade et rejoint l'affranchissement total. »,. Même si de Saint-Denys Garneau lui-même aurait été déçu de son accueil, Regards et Jeux dans l'espace est aujourd'hui considéré comme l'un des plus importants livres de la poésie québécoise,,.

### Lettres

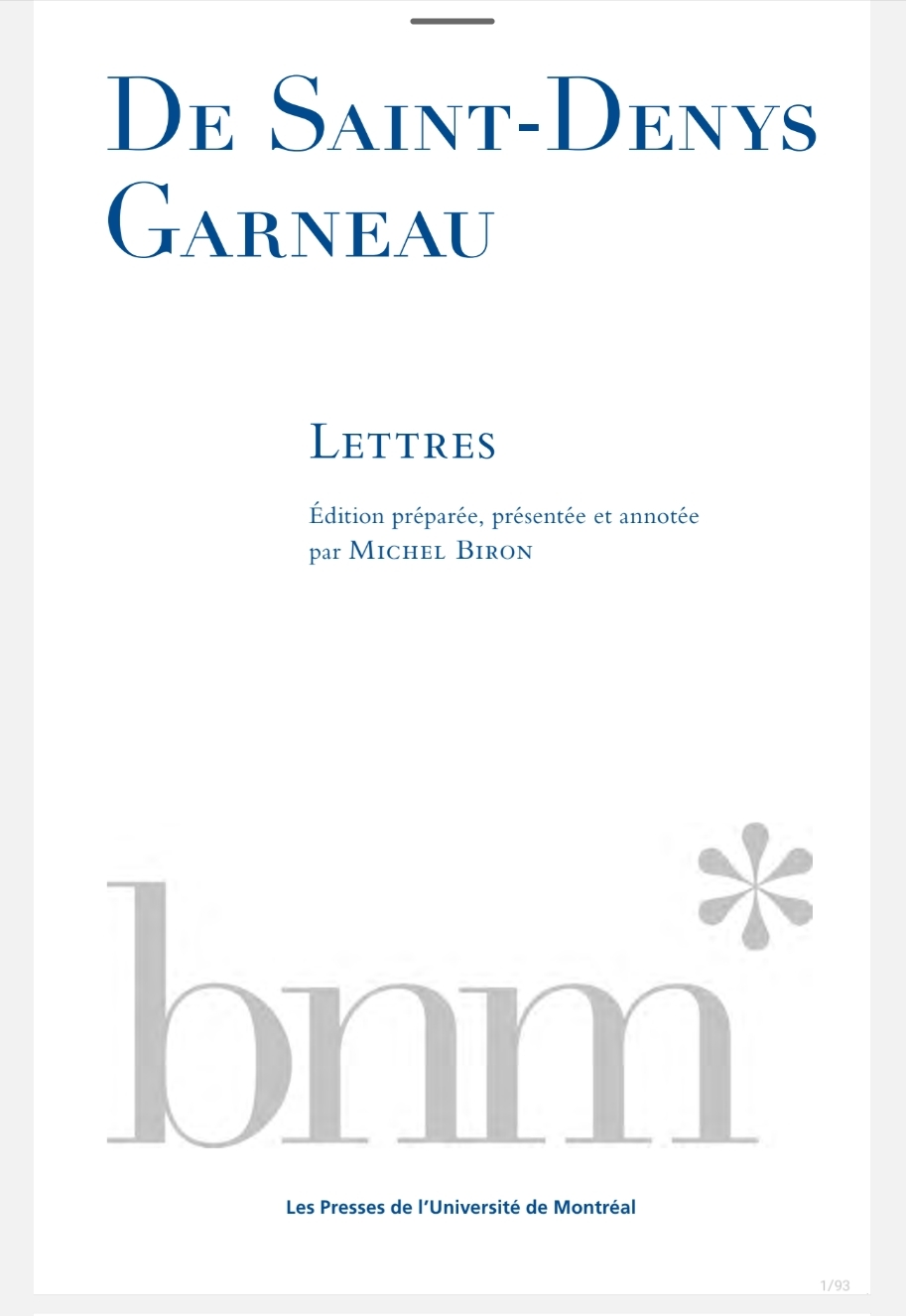
De Saint-Denys Garneau - Lettres (2020) Couverture

La récente déclassification de nombreuses lettres inédites de Garneau invite à une relecture de l’ensemble de sa correspondance, qui ne peut plus simplement être considéré comme un à-côté de l’œuvre, tant elle relie tous les morceaux de celle-ci. Les lettres forment la partie la plus massive de son œuvre (920 pages, « bien tassées »). Garneau aime écrire de longues lettres, jusqu'à épuisement physique. Il y aborde ses lectures, compare tel et tel compositeur, commente une exposition de peintures, raconte une anecdote, brosse un portrait, décrit un paysage (déjà 'en deux couleurs'),, etc. : chaque fois, il 'promène ce qu'il est parmi ce qu'il y a', reconstituant avec précision « chaque instant de ce qu'il présente comme un jeu dont il est à la fois le témoin et l'acteur». Son récit se déroule « sous nos yeux telle une bande dessinée à l’aide de lignes simples, à peine des esquisses. » Instant souvent « décrit avec une sensualité appuyée, narquoise, » comme si le poète prenait, force est de le constater, grand plaisir à ressentir ce qui d’ordinaire, « ne suscite que répulsion » :  son récit « corrige l’impression attendue, contredit l'idée reçue » (encore de nos jours) qui veut que son parcours atypique « en ait été un de quasi-horreur »,. Dans l’espace privé de la lettre, sans la retenue imposée par la publication, De Saint-Denys Garneau aborde de façon très libre et terre à terre, la question centrale de tous ses écrits : être.

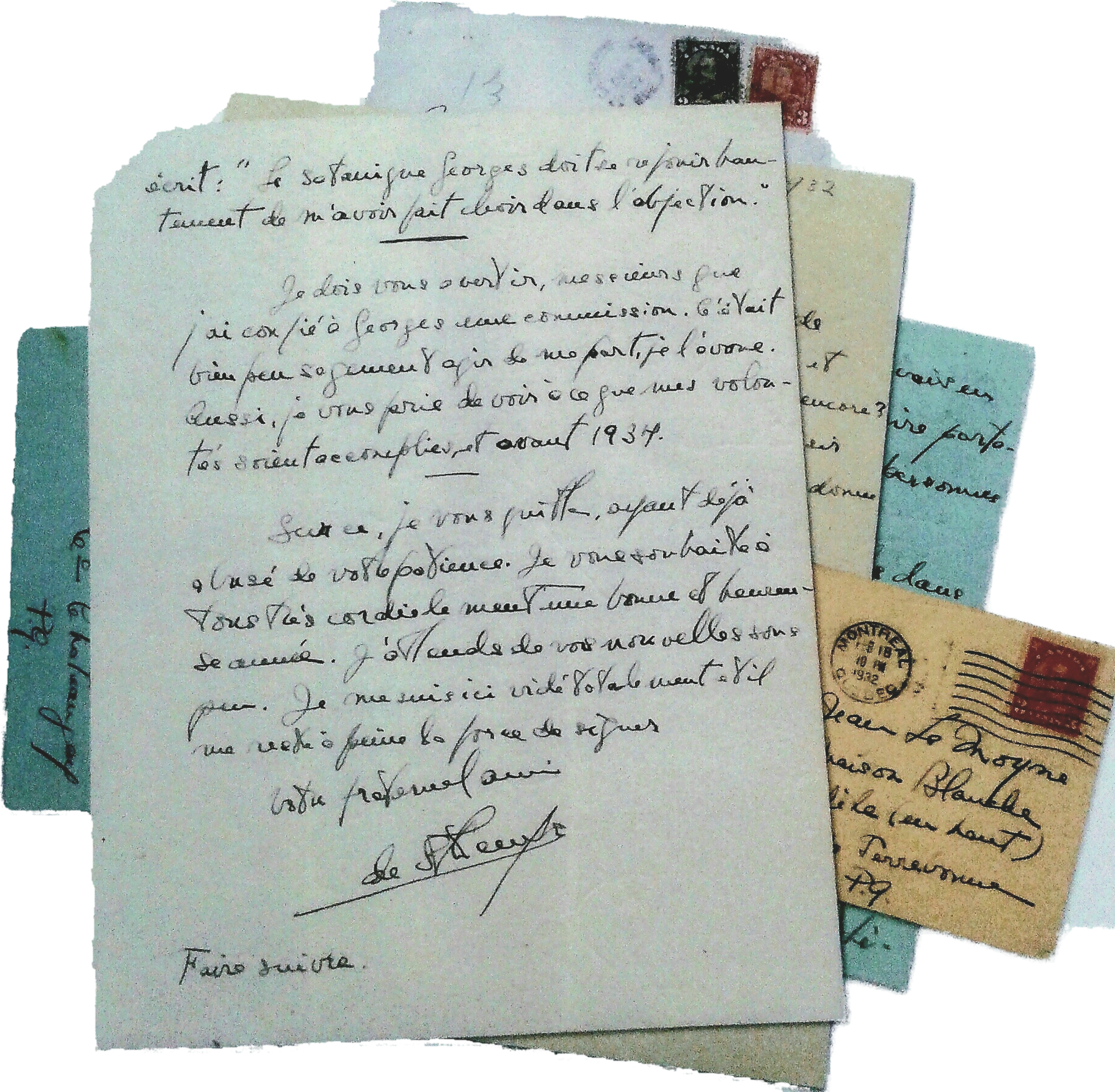
Montage à partir de lettres originales de Garneau. Bibliothèque et Archives Canada

Dans le quasi roman que sont ses lettres, le héros est un « je » qui ne cesse d’interroger son rapport au monde, à autrui et à lui-même, comme s'il n'était jamais certain d’exister vraiment,. On voit rarement quel est l’objet de la lettre garnélienne, de sorte qu’on oublie sa visée immédiate. Certes, sa valeur documentaire est loin d'être négligeable, mais elle demeure secondaire. C'est la trame ontologique, en réalité, « qui motive l’écriture épistolaire. » À lire ses Lettres sous la forme d’un texte suivi, on arrive à saisir la cohérence de ce personnage, pour qui « être est une activité de fiction », et écrire, un absolu. Dans ses lettres — et comme si sa vie même en dépendait — Garneau se donne tout entier, et toujours en interrogeant la valeur de ce « don » de soi, qu’est l’écriture.

« La correspondance du poète de Saint-Denys Garneau est l’une des plus singulières qui soient. Qu’on la compare à celles d’épistoliers d’ici ou d'ailleurs, il est difficile d’en trouver une seule qui lui ressemble vraiment. »

— Michel Biron, 2022
Pour l’éditeur des Lettres, Michel Biron, « de Saint-Denys Garneau se révèle un épistolier remarquable, tant par la qualité que par la quantité de lettres écrites en une douzaine d'années à peine ». En 2020, on découvre « un épistolier passionnant qui met le meilleur de lui-même dans ses lettres, mais aussi un personnage complexe, drôle et attachant » écrit Biron, « si différent du personnage figé dans le rôle de victime qu[’on] lui avait attribué, si différent aussi d’un Garneau austère et triste [...] »,. Ses lettres sont « tout à la fois une sorte de roman [...] et une forme d’essai. » Elles racontent « l’histoire d’une vie avec une intensité, une lucidité et une acuité supérieures à tout ce que les amis de Garneau ou les commentateurs de son œuvre ont tenté de faire » et cette vie « vibre de partout. »,,.

### Textes en prose

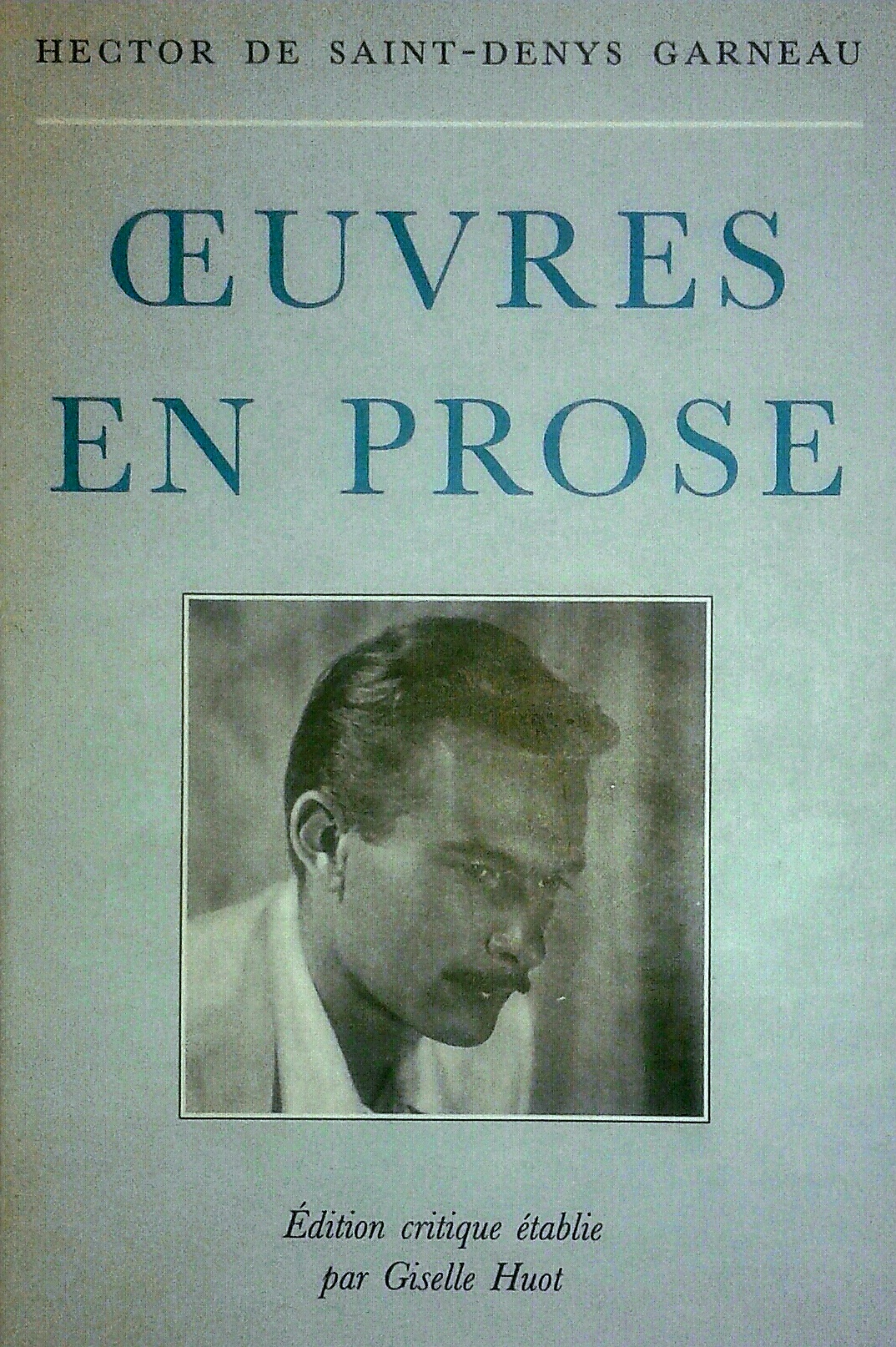
Œuvres en prose par De Saint-Denys Garneau

De Saint-Denys Garneau a vécu intensément, surtout dans la période qui va de 1929 à 1938, durant laquelle il s'est lancé à corps perdu dans l'écriture. Bien que l'influence de courtes études en philosophie se fasse sentir dans ses articles et essais (Œuvres en prose), son Journal et ses nombreuses Lettres,,, « toutes ses études ne seraient rien si de Saint-Denys Garneau n’avait fait œuvre de formation personnelle [pratique qu'il nomme non sans humour, 'phylosophie' sic]. Pour lui, la quête « intellectuelle » est basée sur la quête ontologique, [c'est-à-dire sur une « recherche de l'être »] qui embrasse l’aventure spirituelle et artistique », écrit l’éditrice des Œuvres en prose Giselle Huot,. Aussi « son œuvre ne saurait être « comprise » ou [pire] « expliquée » sans accorder une grande part à cette aventure ontologique, qui en est, du moins en ce qui concerne de Saint-Denys Garneau, l’alpha et l’oméga. »

« […] inégalée jusqu’ici, l’expérience intellectuelle de Garneau devrait avoir un sens particulier pour nous et comporter un enseignement précieux, car elle fut très profonde et poussée très loin. »

— Jean Le Moyne

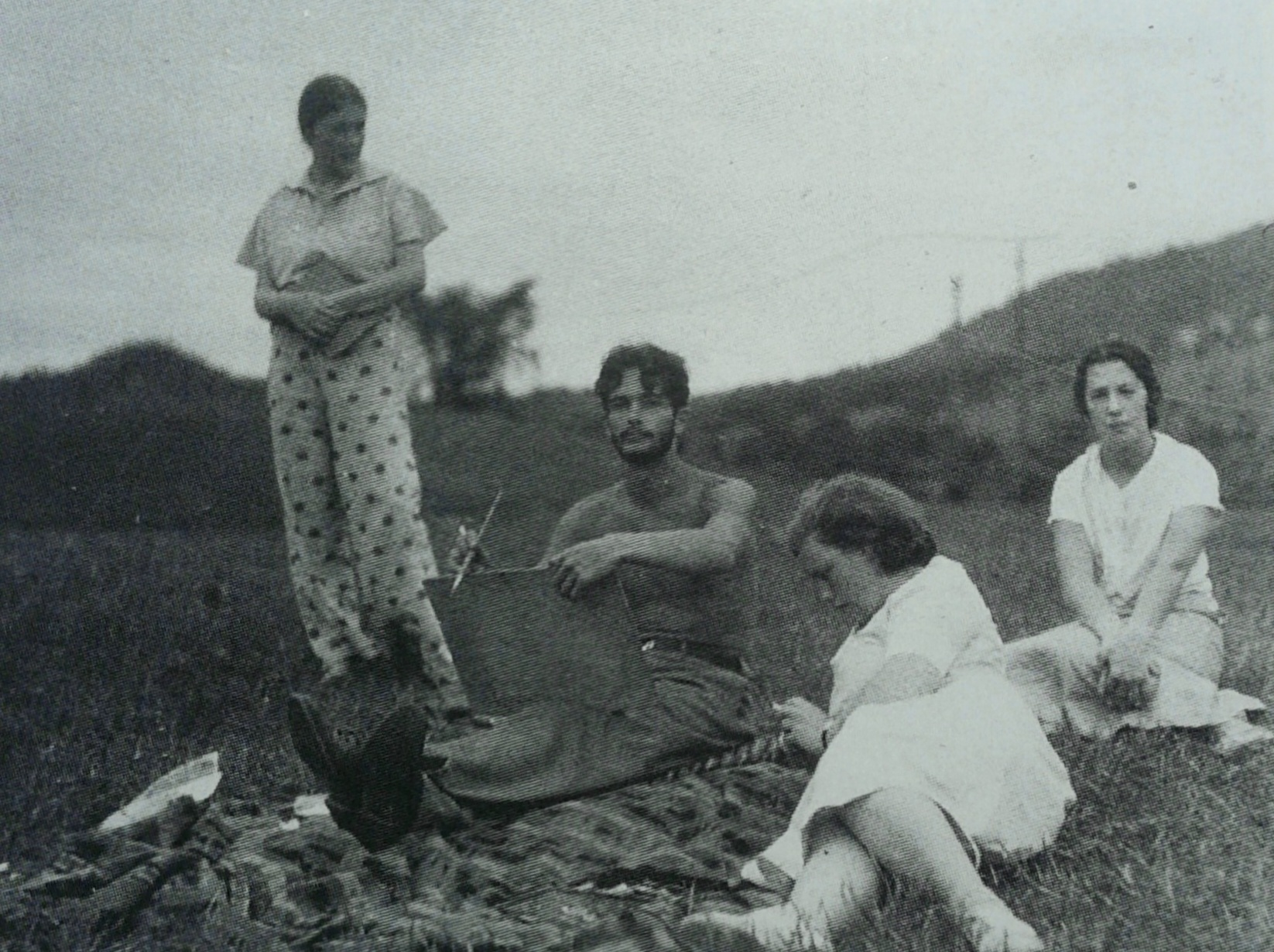
Garneau à Sainte-Adèle chez les Palardy juin 1932 (Fonds Anne-Hébert)

La distinction entre les écrits destinés à la publication et les écrits intimes ne fonctionne guère dans le cas de Garneau : les Œuvres réunies en une édition princeps de 1 320 pages en 1971 n’avaient d’ailleurs pas été publiées du vivant de l’auteur, qu’il s’agisse des poèmes "retrouvés",, du Journal ou des lettres. Or ces mêmes œuvres en comptent, aujourd'hui, tout près du double : autant de pages "retrouvées" ou tout récemment déclassifiées, qui, finalement, forment un « Tout » d’une singulière cohérence. Biron remarque : « la presque totalité des écrits de Garneau, c’est là un fait exceptionnel dans l’histoire de la littérature moderne, échappent à la sphère publique. ».

« Quand, en 1938, Garneau cesse de publier, il ne renonce pas pour autant à l'écriture. Il continue de s'interroger sur la nature de l'art et de s'intéresser au problème de l’énonciation littéraire, problème qui est toutefois déjà devenu dans son Journal une question existentielle que Garneau pose de plus en plus à partir de sa propre expérience. »

— François Dumont, 1993
 Hébert souligne pour sa part que de Saint-Denys Garneau « a su dire l'essentiel en peu de mots, avec une terrifiante et admirable authenticité » puis, « le taire, pour nous le laisser retrouver. ».

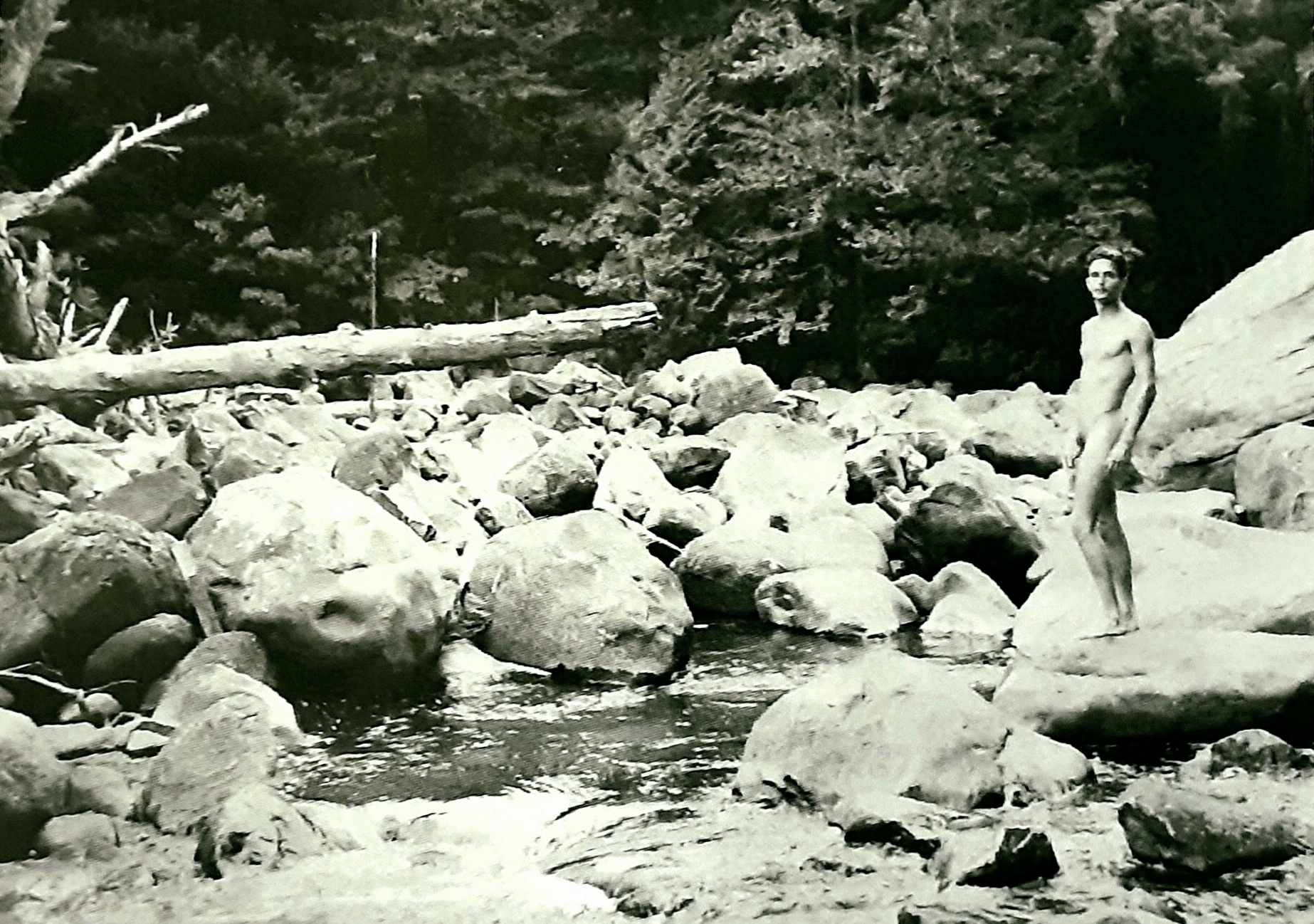
De Saint-Denys Garneau « Habitation du paysage » été 1933

Yvon Rivard constate : « De Saint-Denys Garneau est mort à l'âge de trente et un ans, en 1943. Il a connu depuis sa mort un long purgatoire dont il émerge lentement depuis quelques années [...] La plupart des écrivains québécois préféraient au 'mauvais pauvre' de De Saint-Denys Garneau (cf. Œuvres en prose, p. 623 ss.) des œuvres de révolte, de libération, d'affirmation. [...] On comprend que plusieurs se soient détournés de ce poète qui a refusé tous les subterfuges et toutes les consolations que lui offraient la littérature, la religion ou le pays. De Saint-Denys Garneau n'écrit pas pour affirmer sa singularité, il écrit pour essayer de trouver une réponse à la seule question qui importe [...] Quand il cesse de publier, ce n'est pas par révolte ou par déception, c'est que le silence lui est apparu comme la seule façon d'être. ».

### Journal 1929–1939

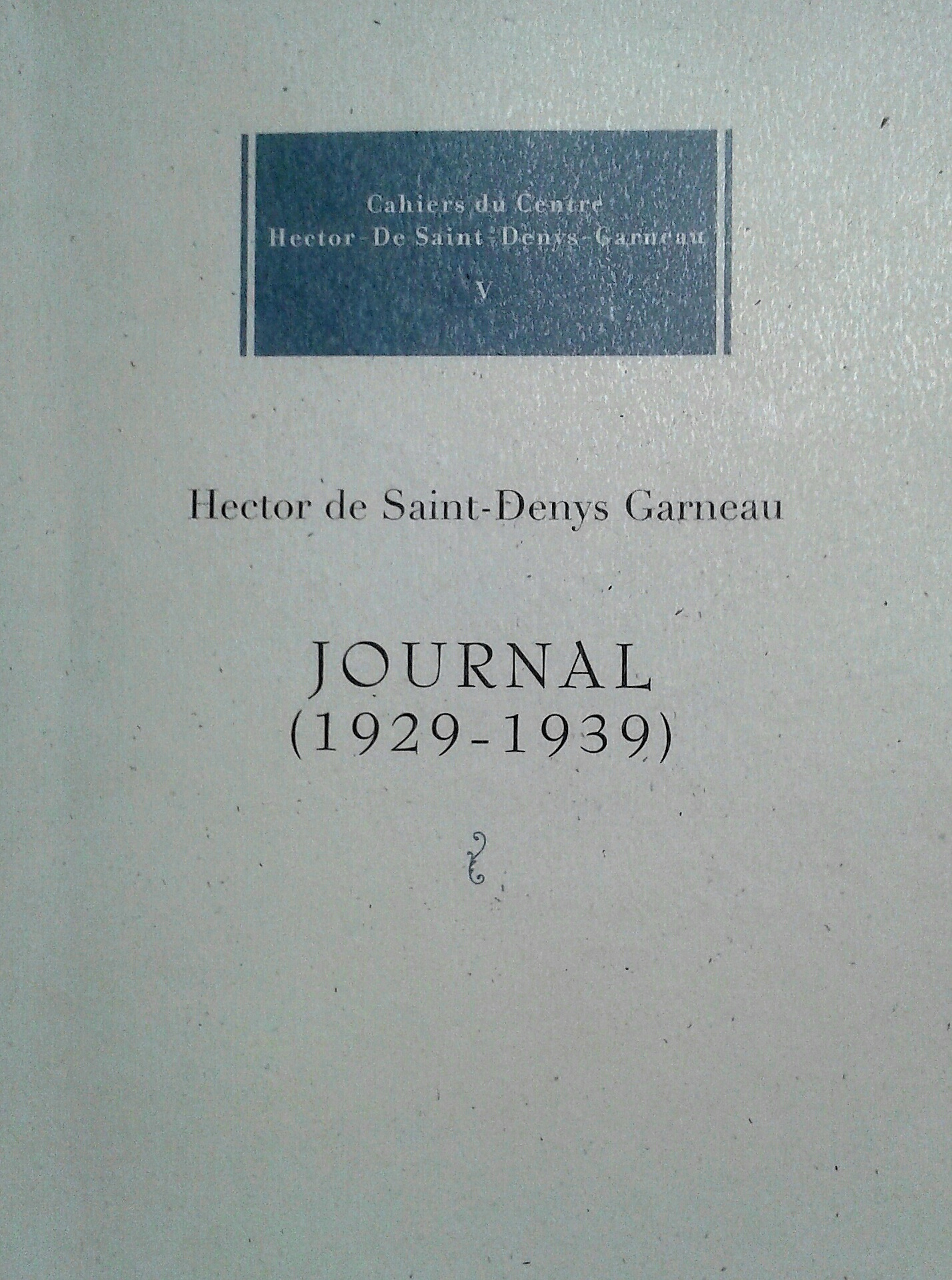
De Saint-Denys Garneau Journal 1929–1939

Entre 1929 et 1939, peut-être au-delà, de Saint-Denys Garneau tient son « Journal » formé d'environ huit cahiers,. Selon François Dumont : « La diffusion du Journal souleva jusqu'en 2012 divers obstacles, notamment la censure, et la volonté des amis d’« élaguer » et, de classer les textes selon leurs principes esthétiques », alors que de Saint-Denys Garneau lui-même aurait d'emblée recherché un désordre dans ses texte,. Il ajoute que « La diversité des genres pratiqués et la dimension littéraire de plusieurs d’entre eux font que le mot "journal" ne rend pas compte de sa nature particulière ». À tenter de caractériser les formes que de Saint-Denys Garneau a expérimentées dans les cahiers qui nous sont parvenus — de l’examen de conscience à la fiction, en passant par la lettre, les méditations sur l’art, et le poème : « Il ressort de cet examen que Garneau a progressivement mis en relation le discours réflexif avec les ouvertures qu’offraient la poésie et la fiction : une dynamique se développe entre le bilan et l’esquisse,, pour aboutir à une forme d’écriture qui intègre divers aspects du Journal »,. 

« J’aurais voulu dire : Je ne suis pas une personne qui vous parle, pas une personne cet être désordonné, dispersé, sans centre réel. Mais j’espère que vous n’auriez pas tort en croyant que vous pouvez encore vous adresser au centre à un point, une petite flamme peut-être qui persiste, reste de ce qui fut ravagé [...], où persiste peut-être le lieu d’une espérance possible de n'être pas rejeté de l’Être,. »

— Journal, 21 janvier 1939
 On remarque une unité dans la diversité des formes empruntées par de Saint-Denys Garneau : « Au bout de son cheminement, de Saint-Denys Garneau arrive à se dégager des conventions littéraires pour trouver une forme totalisante (mais toujours fragmentaire) par laquelle poésie et fiction sont liées à l’existence ». Dumont note que tout en illustrant « des dimensions de l’écriture du cahier qui transforment les visées habituelles du journal intime […] », les cahiers relèvent « d’une forme erratique et heuristique qui est sans doute plus proche de l’essai tel que l’entendait Montaigne que de ce que le mot "essai" a fini par désigner aujourd’hui »,.

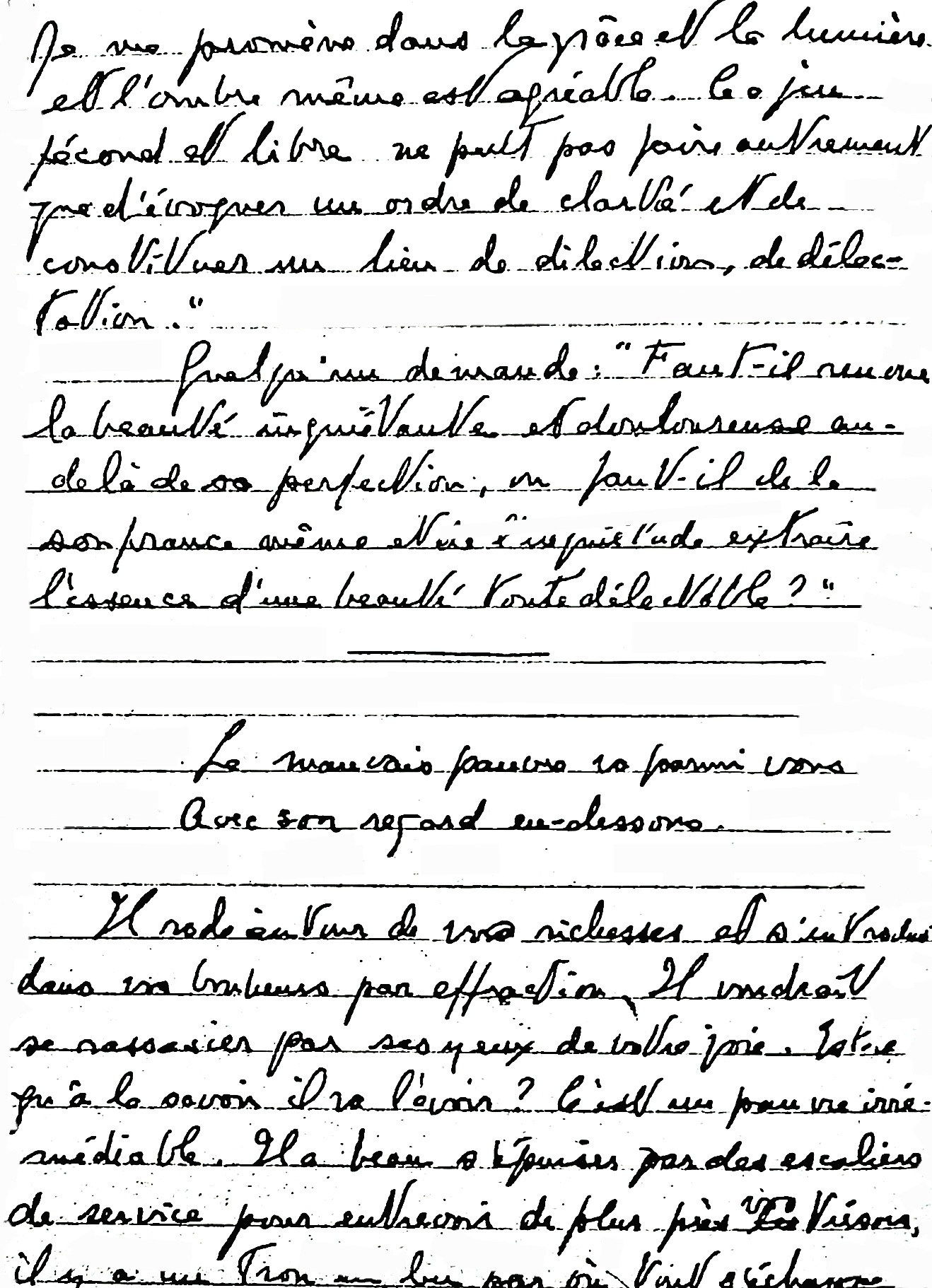
« Le mauvais pauvre va parmi vous Avec son regard en-dessous. » Feuillet 64 du manuscrit,.

### Œuvre picturale

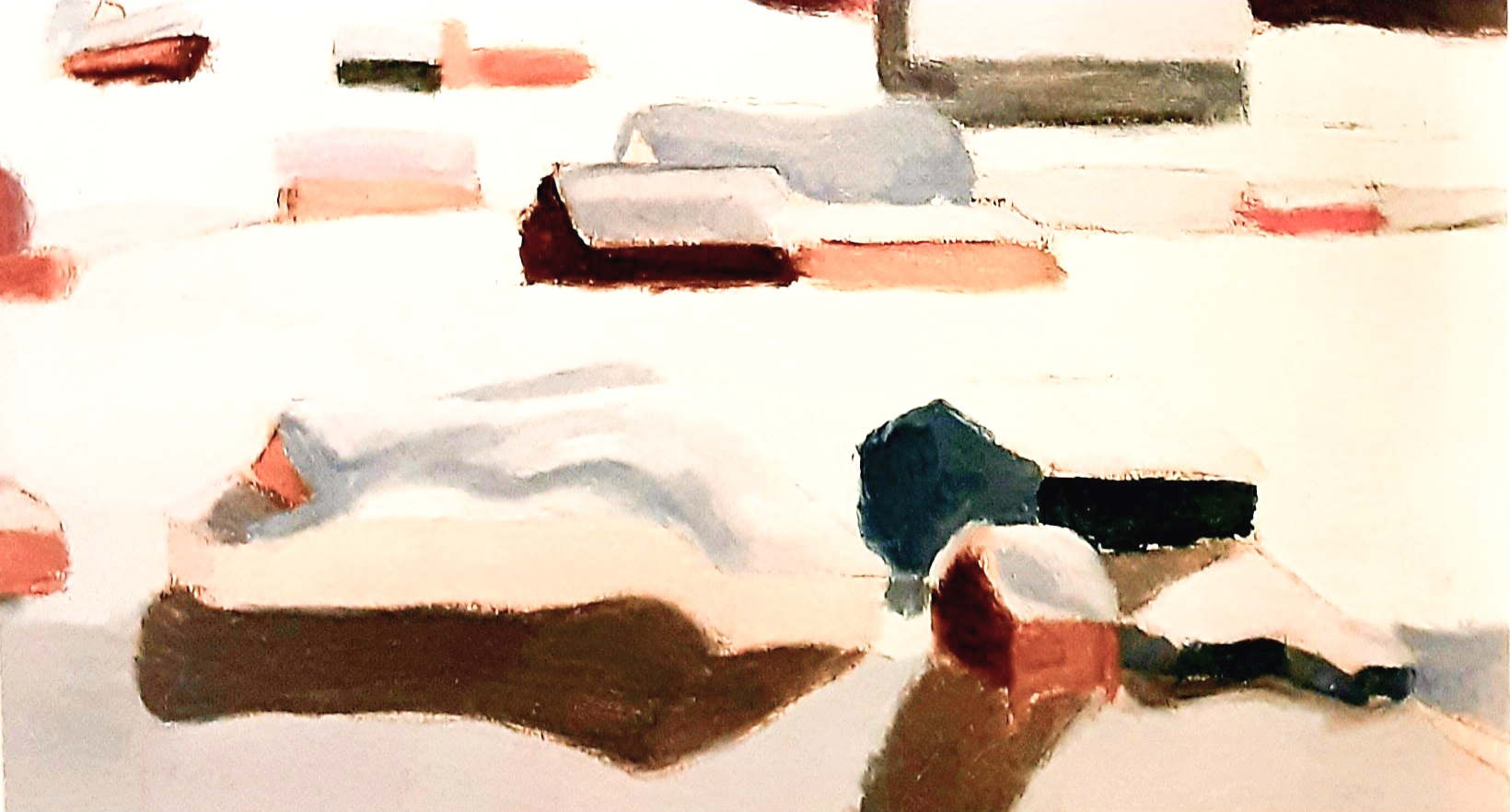
GARNEAU n°26 (Details) Bibl. nat. du Qué.

L'éducation en arts visuels de De Saint-Denys Garneau se fait lorsqu'il fréquente l'École des Beaux-Arts entre 1924 et 1927, l’atelier d’Edwin Holgate en 1932, mais surtout par une formation personnelle.

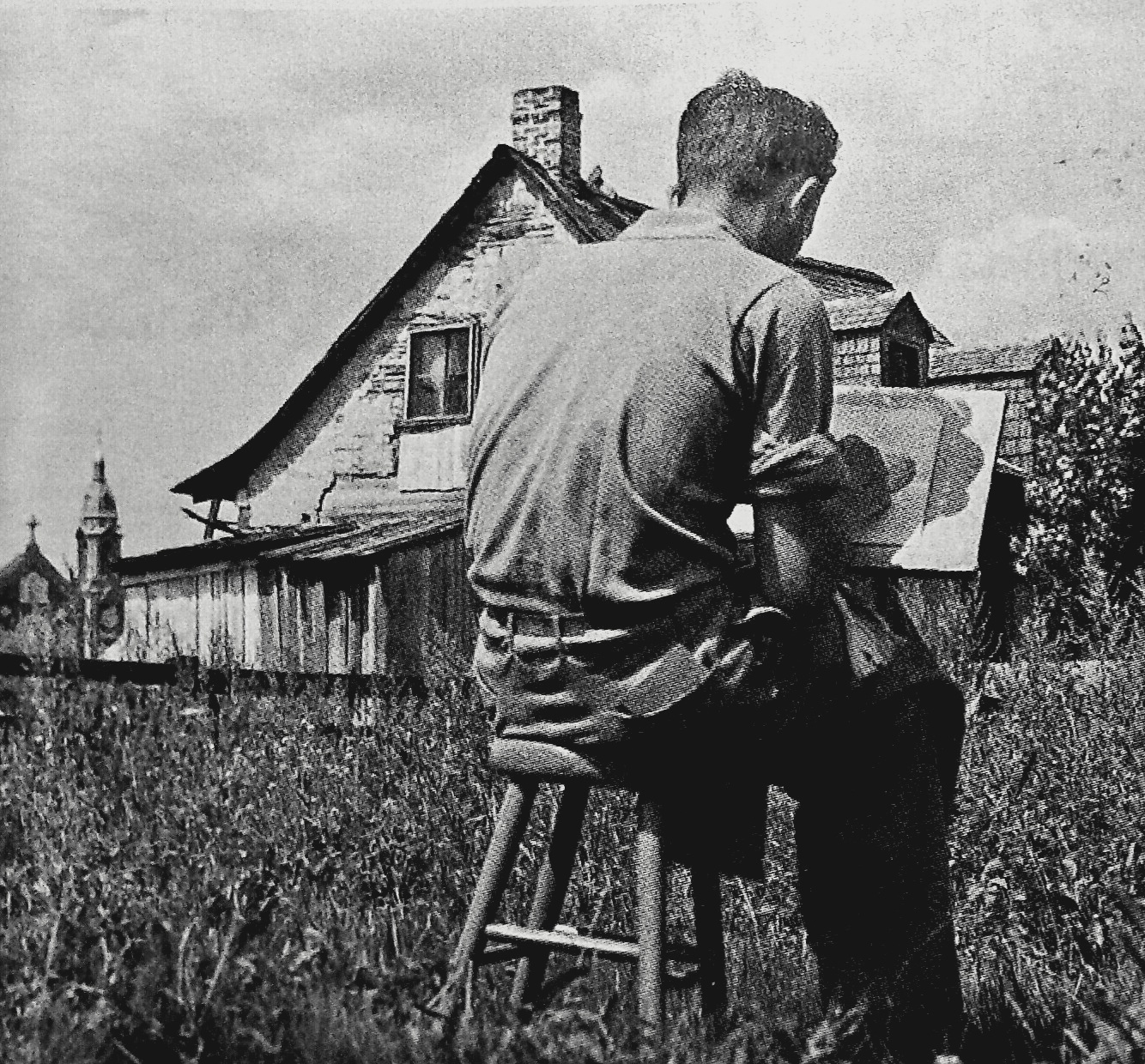
De Saint-Denys Garneau à Baie-Saint-Paul en août 1933 (Fonds Georges Beullac)

Il est principalement connu pour ses paysages, mais il a aussi réalisé des portraits et des nus, travaillant à la fois l’huile, le fusain et l’aquarelle.

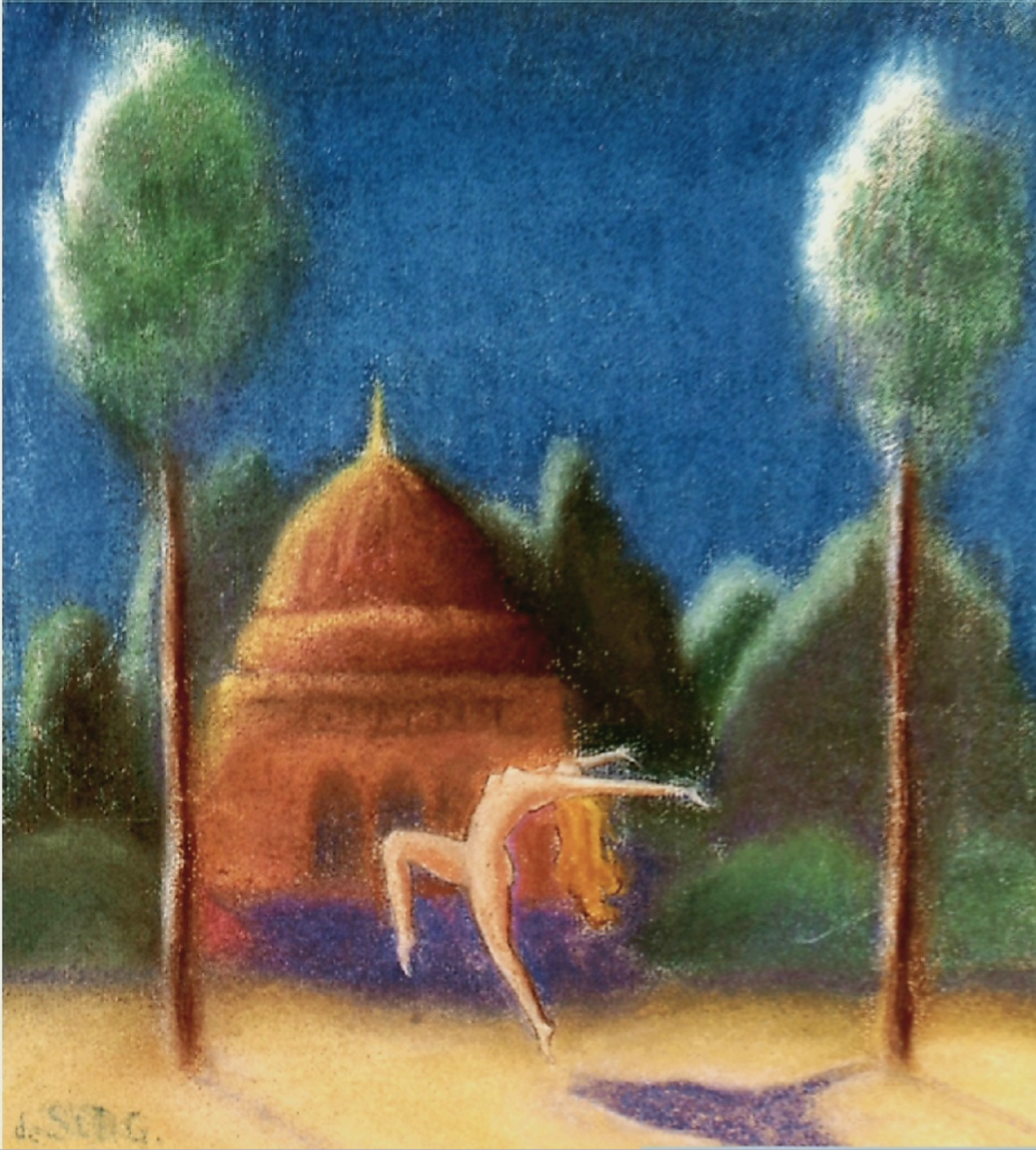
Sans date. « Vous serez claire et seule » Accueil - exemple de techniques mixtes sur toile

Selon Giselle Huot : « S'il n'a pas eu le temps de développer un style propre contrairement aux autres peintres de sa connaissance, son œuvre picturale n'est pas sans mérite. ». Ces œuvres jettent un éclairage particulier sur ses poèmes, et inversement. D'après ses lettres, son activité de peintre occupait une grande partie de sa vie intellectuelle et créatrice. Il n'a exposé que trois fois de son vivant. 

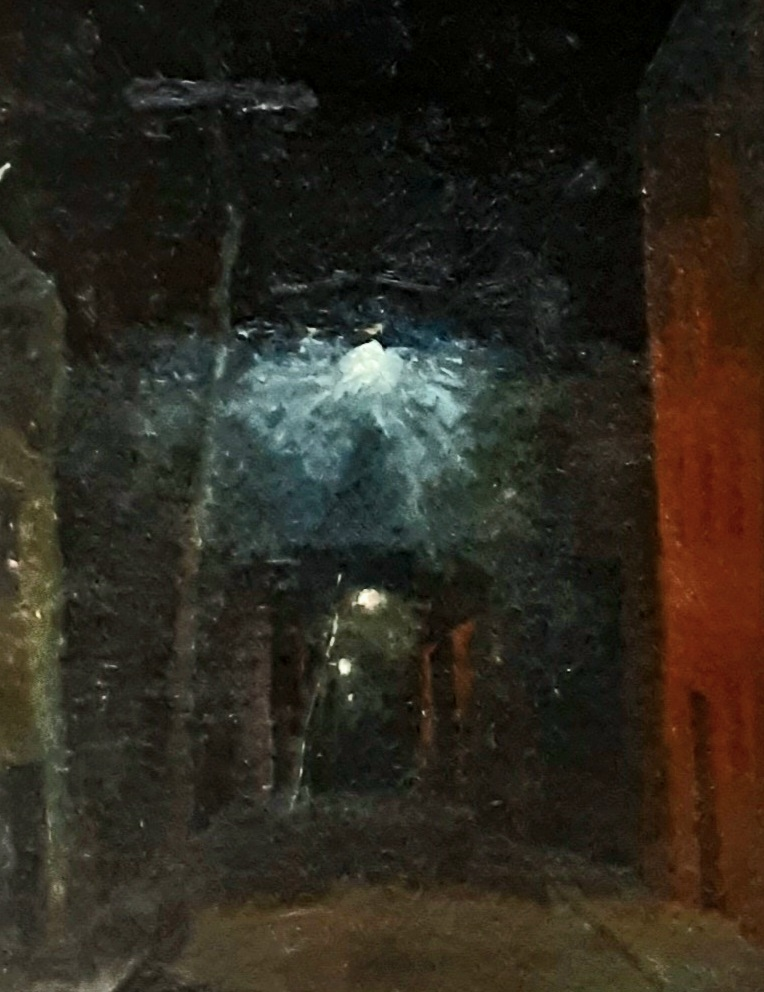
« [...] impression de nuit dans une rue étroite de l’est. J'ai peint cela samedi d’après une impression que j'ai eu la nuit précédente. J'y ai surtout étudié une diffusion de lumière éblouissante. » (Lettre à Françoise Charest. Dimanche, 10 mai 1931)

## Postérité
Durant la seule période 1937–1993, la production littéraire québécoise dédiée à de Saint-Denys Garneau se chiffre à 625 titres selon les calculs de Sylvain Gagner : « soit, en moyenne 10,9 nouvelles entrées par an, ce qui est considérable. La production atteint presque une publication par mois (0,9 en fait). Cet énorme corpus critique constitue probablement l’un des plus volumineux pour un auteur québécois. »,,. de Saint-Denys Garneau est également lu en France, en Belgique, en Suisse, au Luxembourg, mais aussi dans les pays non francophones où il a été traduit,,. Il est également reconnu par ses pairs comme une figure incontournable de la poésie québécoise. L'écrivain Gilles Marcotte, le critique littéraire Robert Melançon, et le poète Gaston Miron, le considèrent comme « le plus grand poète québécois »,. L'écrivain Jacques Brault affirme que « nous ne savons rien des dernières années de l’écrivain, dans une solitude qu’il semble avoir âprement défendue comme le donne à penser sa dernière lettre laconique à ses amis. Qui pourrait affirmer qu'il n'y a pas atteint à cette tranquillité de l’âme, à cet abandon de soi qui s'ouvre fugacement dans quelques poèmes ? »,.

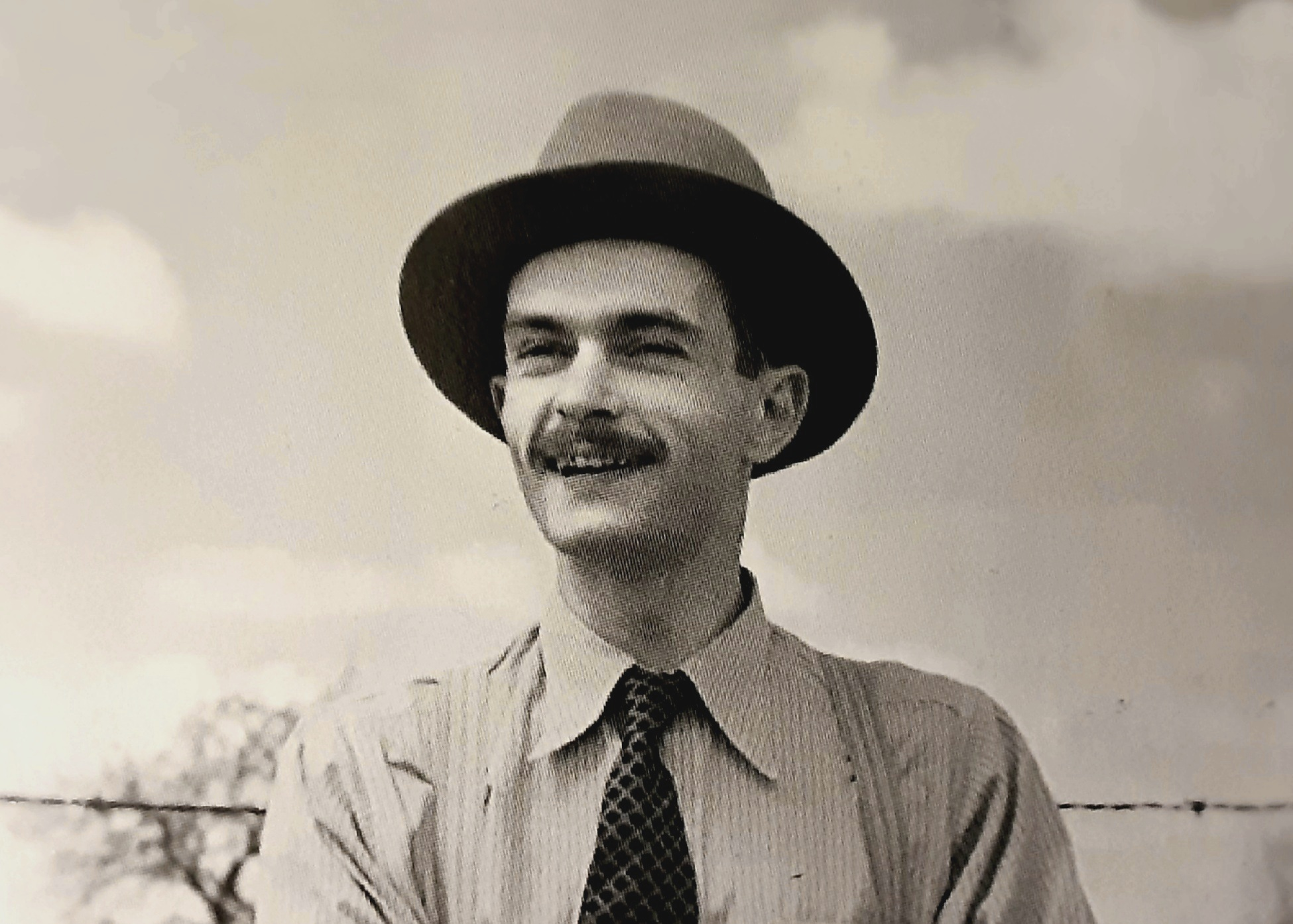
De Saint-Denys Garneau, lui-même.

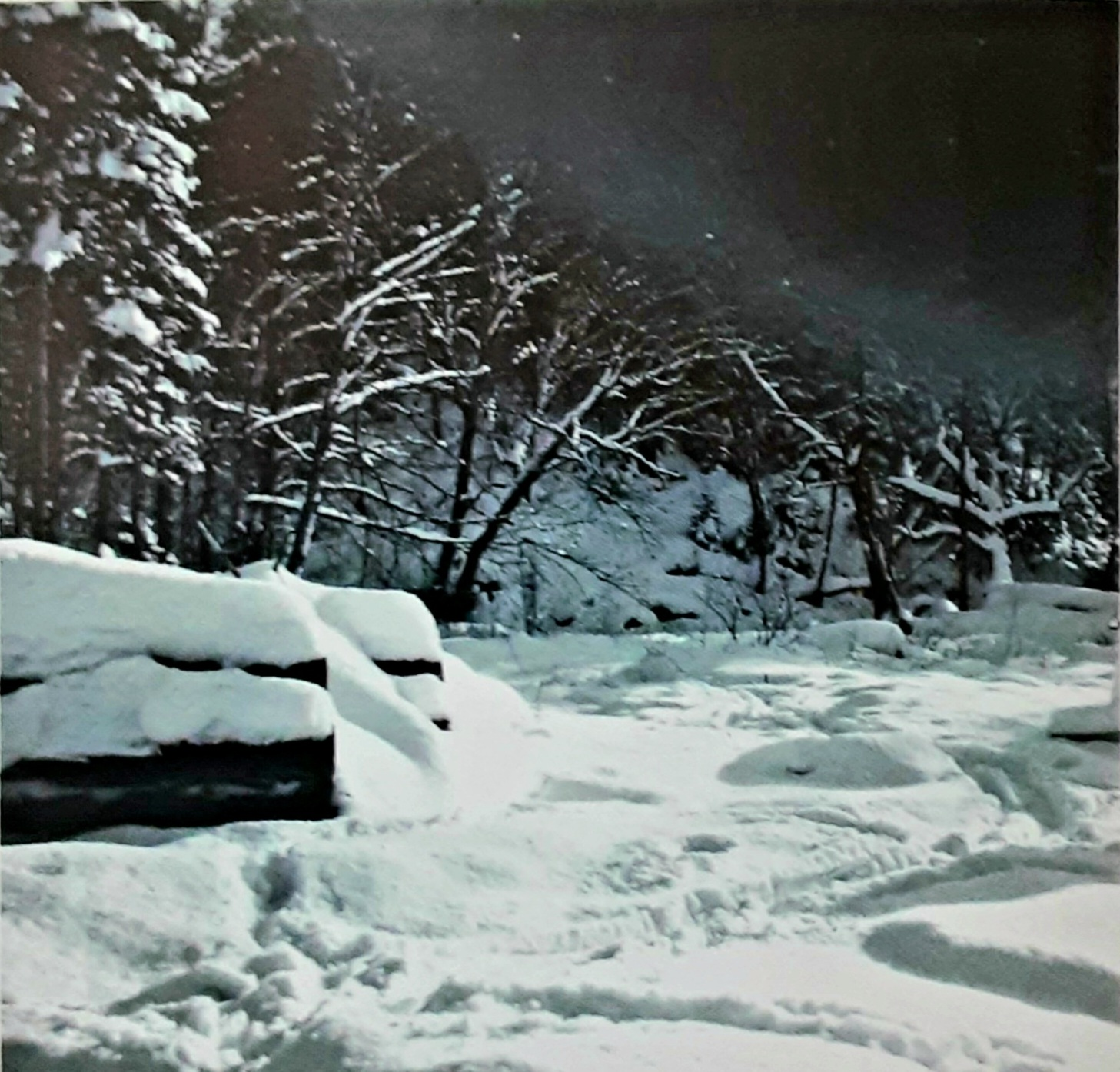
Photographie prise par de Saint-Denys Garneau : 24 décembre 1942. (Collection Denyse Garneau Beauchamp)

Des fonds d'archives consacrés à l'auteur sont conservés au Centre d'archives de Montréal, à la Bibliothèque et Archives Canada, à l'Université de Montréal et à l’Université Laval,,,.

### Bourse Hector-De Saint-Denys-Garneau
Depuis 1998, la bourse Hector-De Saint-Denys-Garneau (1769G), volet création, récompense la meilleure création littéraire en poésie. Elle s'adresse aux étudiants inscrits à l’Université Laval et vise avant tout à stimuler leur créativité. Offerte à chaque année, la bourse de 1000$ est payé à parts égales par le Fonds de-Saint-Denys-Garneau et par la Fondation de Saint-Denys-Garneau.

### Prix international Saint-Denys-Garneau
Le Prix international Saint-Denys-Garneau [sic], d’une valeur de 500$, salut la qualité et l’originalité d'un livre d'artistes. Créé en 2002 par la Corporation Champs Vallons, un organisme à but non lucratif, en collaboration avec les éditions Bell’Arte, maison du livre d’artistes, il vise à faire découvrir le livre d'artiste et les créateurs québécois, canadiens et étrangers en lien avec la francophonie.

### Prix Louis-Muhlstock
Créé par le peintre en 1998, le Prix Louis-Muhlstock, consistant en une bourse de 500$, est offert à un étudiant du Département d'études françaises de l’Université de Montréal, pour récompenser le meilleur essai sur de Saint-Denys Garneau.

### Toponymes

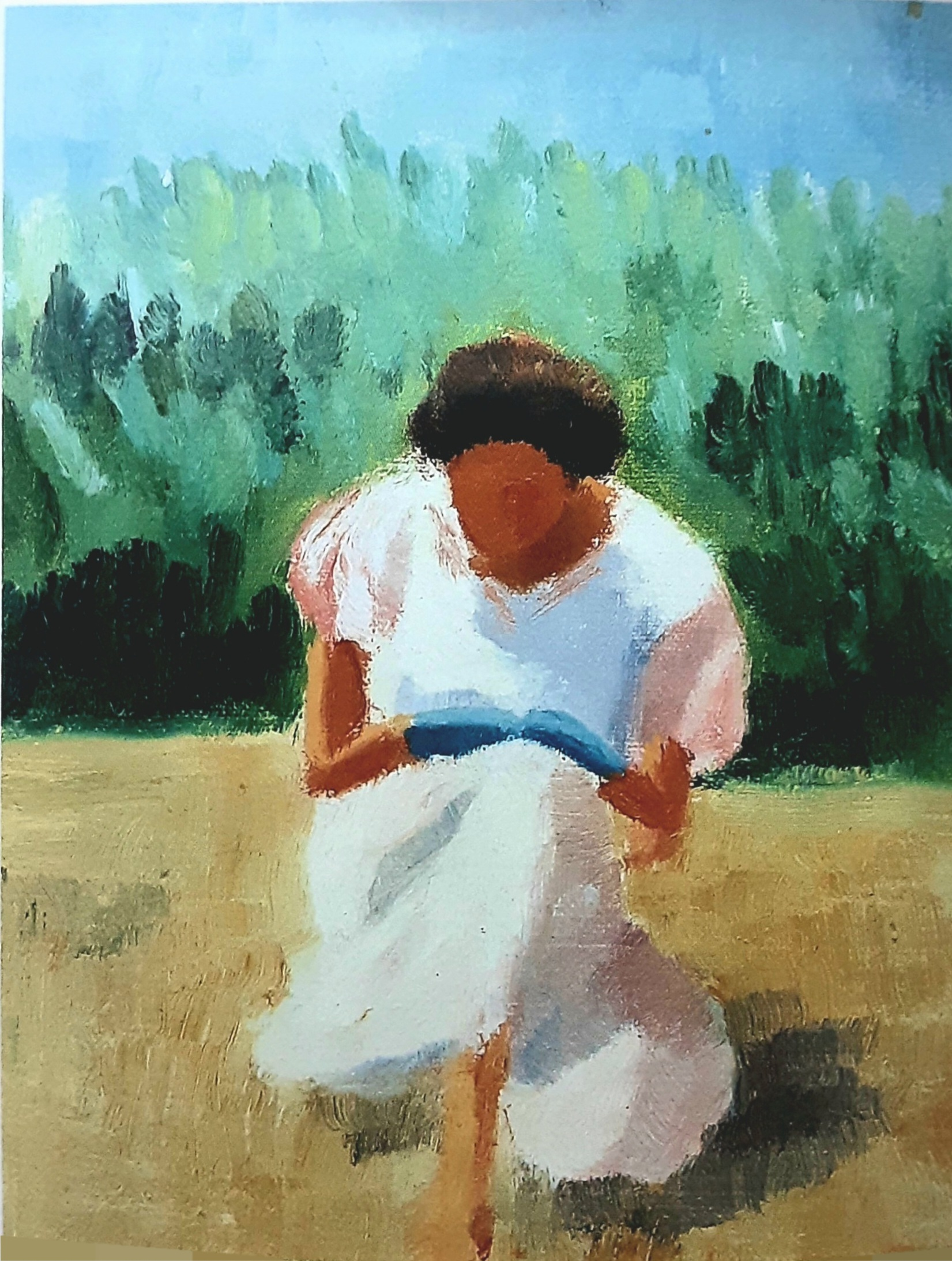
De Saint-Denys Garneau, Sans titre [La liseuse]. Huile sur toile,. (Collection Bibliothèque Anne-Hébert, Municipalité de Sainte-Catherine-de-la-Jacques-Cartier)

Le chemin de la Liseuse est une piste cyclable et skiable qui passe dans la municipalité de Sainte-Catherine-de-la-Jacques-Cartier puis longe la rivière Jacques-Cartier. Son nom fait référence à une toile de De Saint-Denys Garneau, et partant, à Anne Hébert. Outre une reproduction de cette œuvre, on y retrouve quatre poèmes qui reflètent la créativité que ces lieux peuvent favoriser. Dans la municipalité même se trouve l’école secondaire De Saint-Denys Garneau.

### Poèmes mis en musique(1968–1998)
- Bruce Mather, Madrigal no 1, paroles de De Saint-Denys Garneau, [Et mon regard part en chasse]. Commande de Ten Centuries Concerts, et de la Commission des celébrations du centenaire du Canada. Création: Toronto, 16 avril 1968. Mary Momson, soprano, Patricia Rideout, contralto, Robert Aitken, flûte, Judy Luman, harpe, William Kuinka, mandoline, Andrew Benac, violon et Donald Whitton, violoncelle.
- Bruce Mather, Madrigal no 2, [Figures à nos yeux]. Pour soprano, contralto, flûte, harpe, violon, alto et violoncelle, 10 min, Montréal, mars-juin 1968. Commande du Stratford Shakespearian Festival. Création : Stratford Festival, 27 juillet 1968, Margaret Zeidman, soprano, Muriel Greenspon, contralto, sous la direction de Bruce Mather. (Paris, Éditions Jean Jobert, 1970.)
- Jean Papineau-Couture, Paysage en deux couleurs sur fond de ciel. Pour huit voix chantées, huit voix parlées, flûte, hautbois, clarinette, basson, cor, deux violons, alto, violoncelle, contrebasse, piano, harpe, percussion, 12 min, Création: Zagreb, Yougoslavie, 9 mai 1969. Chœur et ensemble de la radiodiffusion-télévision de Zagreb, sous la direction d'lgor Kuljeric.
- Serge Garant, Cage d'oiseau. Pour voix et piano (Création de 1963, Montréal, accompagné d'une choregraphie de Jeanne Renaud) Toronto, Berandol Music, 1969.
- Bruce Mather, Madrigal no 3 (poem of Saint-Denys Garneau). Pour contralto, marimba, harpe et piano, 23 min, Commande de la Canadian Broadcasting Corporation. Création : Toronto, CBC Toronto Festivai, 21 juillet 1971, Patricia Rideout, contralto, Judy Lornan, harpe, John Engelmui, marimba, et Bruce Mather, piano.
- Alain Gagnon, Que je t'accueille [Accueil], op. 15, pour voix moyenne et piano, 1968, Étiquette Radio Canada International, 1973, no 393, Bruno Laplante, baryton, et Louis-Philippe Pelletier, piano.
- Bruce Mather, Madrigal no 4, pour soprano, flûte, piano et bande, 11 min 45. Création : Montréal, Université McGill, 13 avril 1973, Lyrics Arts Trio : Roben Aitken, flûte, Mary Momsson, soprano, et Marion Ross, piano.
- Serge Garant, Cage d'oiseau, pour voix et piano. Exécution: Paris, 1974, Berthe Kal, soprano, et Jacqueline Mefano, piano.
- Denys Bouliane, Quatre chants de Saint-Denys Garneau, pour soprano, violoncelle et piano, 24 min, Montréal, Centre musical canadien, 1975.
- Charles M. Wilson, Six Choral Pieces. Text by Saint-Denys Garneau (translated by John Glassco), pour choeur à quatre voix mixtes et flûte, 20 min, Toronto, Canadian Music Centre, 1976.
- Charles M. Wilson, Les Solitudes. Text by Saint-Denys Garneau (translated by John Glassco), A song cycle for baritone and piano, Toronto, Canadian Music Centre, 23 mai 1976.
- Serge Garant, Et je prierai ta grâce, pour voix et piano, 1952, et Cage d'oiseau, pour voix et piano, 1962. Anthology of Canadian Music Music, Radio Canada International, 1978, Jean-Paul Jeannotte, ténor,' Pauline e Vaillancourt, soprano, et Louis-Philippe Pelletier, piano, Étiquette Doberman-Yppan, Société Radio-Canada, DO 133, 1992.
- Anne Lauber, Quatre mélodies de De Saint-Denys Garneau, pour tenor, soprano et piano, 1979.
- Jean Vallerand, Quatre poèmes de Saint-Denys Garneau, pour voix et piano, Anthology of Canadian Music, Radio Canada International, 1984.
- Jean Chatillon, Premier livre de mélodies. La voir des feuilles, Flûte et Rivière de mes yeux de De Saint-Denys Garneau, pour voix et piano, Éd. Jacques Ostiguy, 1985.
- Denis Dion, À propos de Saint-Denys Garneau, pour choeur (douze voix) a cappella, Montréal, Centre musical canadien, septembre 1993.
- Violaine Corradi, Saint-Denys Garneau’, lus par Paul-André Bourque, musique Violaine Corradi, Montréal, Éditions du Noroît/Productions Transversales, 1993.
- Serge Garant, de Saint-Denys Garneau: Mélodies, Pour voix et piano, Étiquette Doberman-Yppan, DO 146, 1996.
- Villeray, Musique sur de Saint-Denys Garneau, Réalisation Villeray, Productions Saint-Denys, 1998, 62 min. Douze musiciens invidividuels. Dix-huit poèmes mis en musique.

### Manuels et histoires des littératures(1964–1989)
- (en) B. K. Sandwell, « Saint-Denys-Garneau », S.H. Steinberg (ed.), Cassell 's Encyclopaedia of Literature, New-York/London, Cassell, 1964, p. 1793-1794.
- Gonzague Truc (dir.), Histoire de la Iittérature contemporaine, Casterman, 1964, 357 p.: p. 347.
- Henri Clouard (dir.), Histoire de la littérature française, Paris, Albin Michel, 1965, 678 p.: p. 632-633.
- Jean Calvet, « Saint-Denys Garneau », Petite histoire illustrée de la littérature française, Paris, Éditions J. de Gigord, 1966, 263 p.: p. 259.
- Joseph Majault, Littératures de notre temps, Casterman, 1968, 325 p.: p. 291.
- (en) Arthur Smith, Oxford Book of Canadian Verse, London/New-York, Oxford University Press, 1965, 445 p.: P. 292-303.
- Saint-Denys Garneau, Présentation par Eva Kushner, Choix de textes, inédits, Bibliographie, Paris, Éditions Pierre Seghers, Coll. « Poètes d'aujourd'hui », 1967, 191 p.: p. 121-189.
- (uk) Wolfram Burghardt, Poésie/Québec : de Saint-Denys Garneau à nos jours, Paris, Éditions du Jour, 1972, 345 p. Anthologie traduite en ukrainien.
- (ro) A. L. Andriotin, Antologie de poezie canadia, [roumain], Cuvînt inaînte de Ursula Schiopu, Buceresi, Editura Minerva, 1976, 364 p.
- (en) William Stewart (ed.), « Garneau, Hector de Saint-Denys », The Macmillan Dictionary of Canadian Biography, Toronto, Macmillan of Canada, 1978, p. 290.
- Léon Thoorens (éd.), Panorama des Littératures, (vol. 8: Israël, Japon et Canada), Paris, Marabout université, 1970, 314 p.: p. 305-306.
- Gérard Tougas, « Saint-Denys Garneau », Histoire de la littérature canadienne-francaise, Paris, PUF, 1974, 270 p.: p. 203-206.
- (ru) N. I. Vannikova, = La Littérature canadienne de langue française (1945-1960), [en russe], Moscou, = Éditions École Supérieure, 1974, 96 p.
- Laurent Mailhot, La Littérature québécoise, Paris, PUF, coll. Que sais-je ?, no. 1579, 1974, 128 p.: pp. 40, 49, 64-65, 119 et 120.
- Jean Rousselot, « GARNEAU (Saint-Denys) », Dictionnaire de la poésie française contemporaine, Paris, Larousse, 1968, 256 p.: p. 108.
- Philippe Van Tieghem (dir.), « Garneau (Hector Saint-Denys [sic]) », Dictionnaire des Littératures, Paris, Quadrige/PUF, 1984, vol. II, p. 1495-1496.
- (it) Francesco Licinio Galati (dir.), « GARNEAU, Hector de Saint-Denys », Dizionario della Letteratura Mondiale, Roma, Edizioni Paoline, 1980, p. 1148.
- (en) John Wakeman (ed.), « Garneau, Hector de Saint-Denys », World Authors, New York, The Wilson Authors Series, 1980, 894 p.: p. 297-298.
- Pierre Brunel (dir.), « Saint-Denys Garneau, Hector de », Dictionnaire des écrivains du monde, Paris, Fernand Nathan, 1984, 584 p.: p. 459.
- (en) Dennis Poupard (ed.), « Hector (de) Saint-Denys Garneau », Twentieth-Century Literary Criticism, Detroit, Gale Research Book Tower, vol. XVIII, 1984, p. 193-205.
- (ro) Virgil Teodoescu, Saint-Denys Garneau : Steaua Marilor Lacuri, poeti canadieni, [roumain], Buceresti, Editura Univers, 1981, 208 p.
- John Hare, « Œuvres littéraires mises en musique », Helmut Kallmann (dir.), Encyclopédie de la musique au Canada, 1981, vol II, p. 2434-2436.
- Anthologie de la poésie française du XXe siècle, de Paul Claudel à René Char, Paris, Gallimard/Poésie, 1983, p. 421-423.
- (pl) Eva Kushner Antologia poezji Quebeku, (polonais), Wroclaw, Wydawnictwo Uniwersytetu Wroclawskiego, 1985, 363 p.
- (en) Mary Kandiuk, « Garneau, Hector de Saint-Denys », Canadian Authors : A Bibliography of their Works and of English-Language Criticism, Metuchen, N.J., Scarecrow Press, 1988, p. 74-77.
- (en) David M. Hayne, "Hector de Saint-Denys Garneau", The Canadian Encyclopedia, Edmonton, Hurtig, 1988, 874 p.
- (en) Cedric May, Breaking the Silence: The Literature of Quebec, Birmingham, 1985, 208 p.: p. 30, 41, 62-63, 69, 72-74, 78, 108, 113, 118, 192, 195.
- Jacques Demougin (dir.), « Garneau, Hector de Saint-Denys », Dictionnaire des littératures française, Paris, Larousse, 1985, 1861 p.: p. 611.
- A. Viatte, « Garneau, Saint-Denys », J.-J. Luthi (Éd.), Dictionnaire général de la Francophonie, Paris, Letouzey et Ané Éditeurs, 1986, 391 p.: p. 180.
- Richard Giguère, « GARNEAU Saint-Denys », Béatrice Didier (dir.), Dictionnaire universel des littératures, Paris, PUF, 1987, vol. II, p. 1291.
- Edwin Hamblet (dir.), « Hector de Saint-Denys Garneau », La Littérature canadienne francophone, Paris, Hatier, 1987, 159 p.: 65-67.
- (en) John E. Hare, « Hector de Saint-Denys Garneau », Dictionary of Literary Biography, New York/London, W. H. New (ed.), 1920-1959, 1988, p. 67-72.
- (en) Eva Kushner, « Saint-Denys Garneau, Hector de », Oxford Companion to Canadian Literature, Eds. Eugene Benson, 1988, p. 1029-1031.
- Jean Orizet (dir.), « de Saint-Denys Garneau », Anthologie de la poésie française (Jean Orizet)|Anthologie de la poésie française, Paris, Larousse, 1988, 640 p.: p. 612-615.
- (de) Ursula Mathis, « La poésie québécoise », Hans-Joef Niederhe, =Études québécoises: Bilan et perspectives, Tübingen, (Allemagne), Niemeyer, 1988, p. 131-151.
- Alain Bosquet, « Saint-Denys Garneau », La Poésie canadienne contemporaine, Paris, Seghers, 1989, 275 p.: p. 51-64.
- Lise Gauvin et Gaston Miron, Écrivains contemporains du Québec depuis 1950, Paris, Seghers, 1989, 579 p.: p. 10-14.
- Peter F. Kirsch, « Hector de Saint-Denys Garneau, Regards et jeux dans l’espace », Encyclopédie Kindler des littératures du monde, Vienne, 1989, p. 128-130.
- Guy Goffette, « Regards et jeux dans l’espace », Le Nouveau Dictionnaire des oeuvres de tous les temps, Paris, Robert Laffont, 1989, p. 6249-6250.
- (en) William H. New, A History of Canadian Literature, London, Macmillan Education, 1989, 380 p.: p. 184-196.

### Films(–2010)
- Saint-Denys Garneau, réalisé par Louis Portugais d'après un scénario d’Anne Hébert, Office national du film du Canada, 1960, 21 min 23 s.
- Hector de Saint-Denys Garneau, réalisé par Gabrielle Trépanier-Jobin et al., Montréal, Centre collégial de développement de matériel didactique, 2005, 11 min 43 s.
- Saint-Denys Garneau, réalisé par Jean-Philippe Dupuis, Montréal, 2010, 55 min.

## Prix et honneurs
- 1925 - 2e prix (sujet imposé: une frise) à la seconde exposition publique de l’École des Beaux-Arts de Montréal, sous la présidence de l’Honorable Athanase David[Note 45]
- 1926 - Premier Prix du Concours littéraire de la maison Henry Morgan[126]
- 1928 - Prix du Poetry Group de la Canadian Authors Association[1]